# Polizeiuniform (Deutschland)
Dieser Artikel beschäftigt sich mit der Geschichte und den verschiedenen Modellen der Uniformen der deutschen Polizeikräfte.

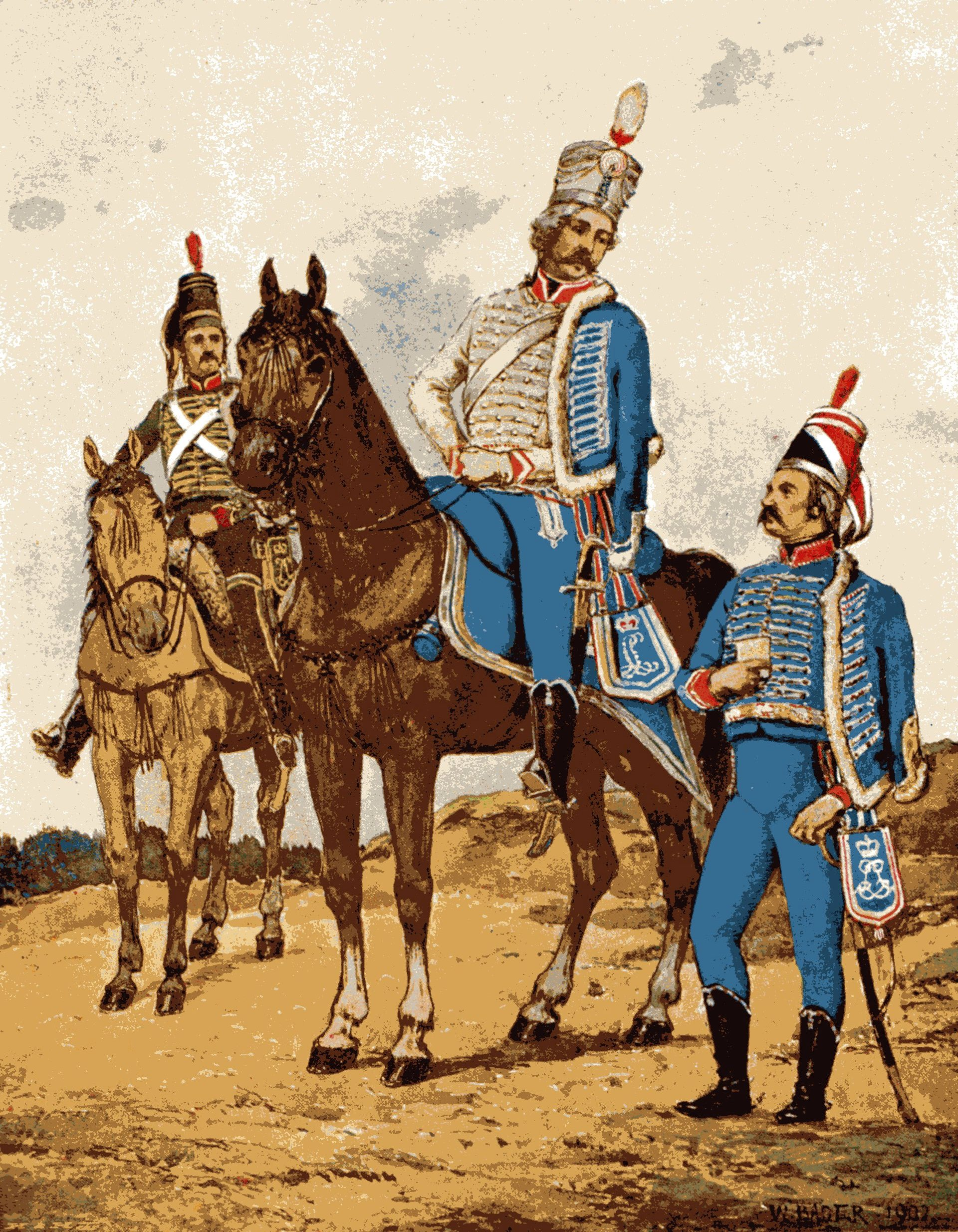
Hessische Landhusaren als Polizeitruppe, Uniform ab 1769 hellblau. Rekonstruktionen von 1902 von Wilhelm Bader

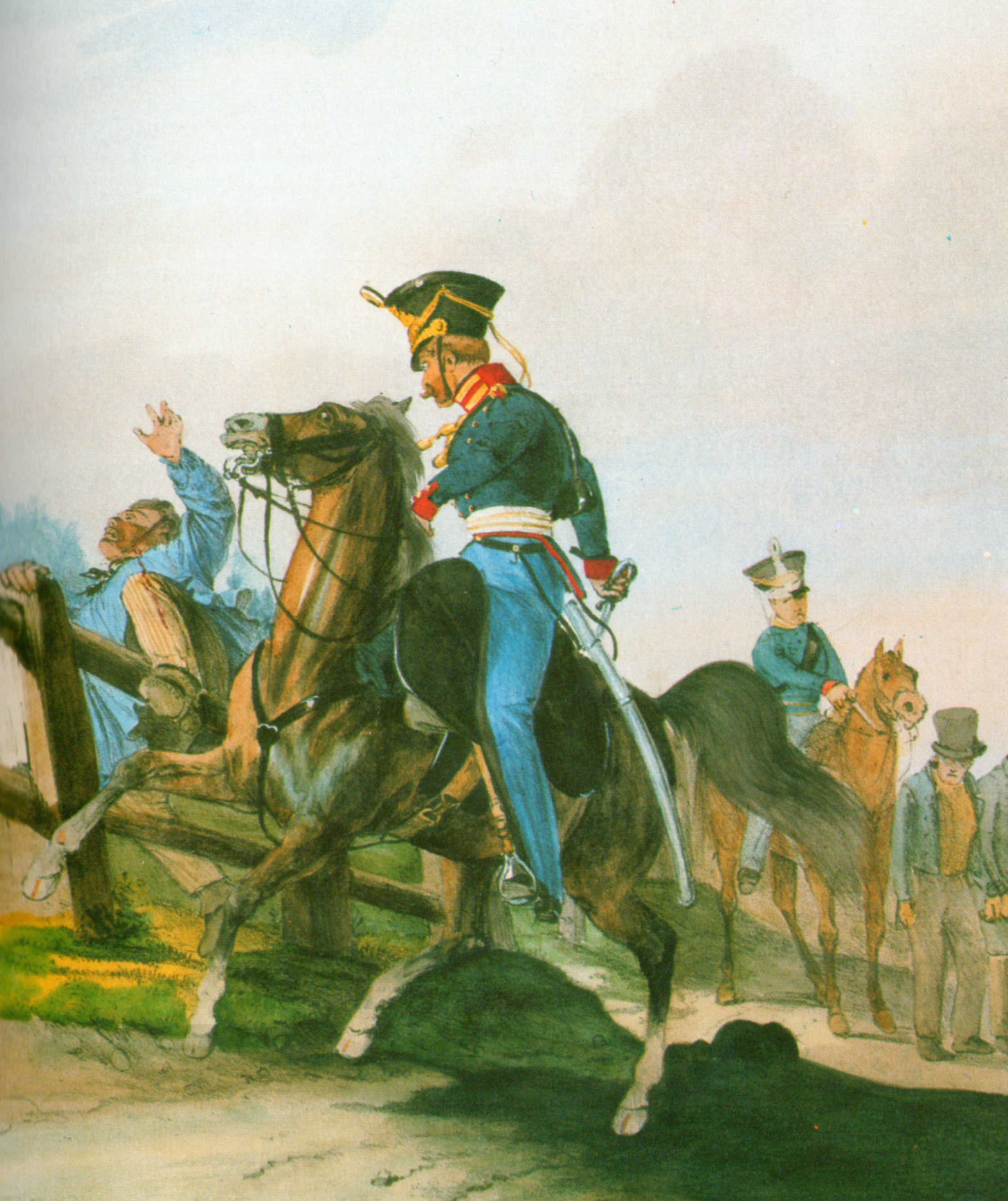
Gendarm zu Pferd der Kgl. hann. Landgendarmerie, ca. 1840

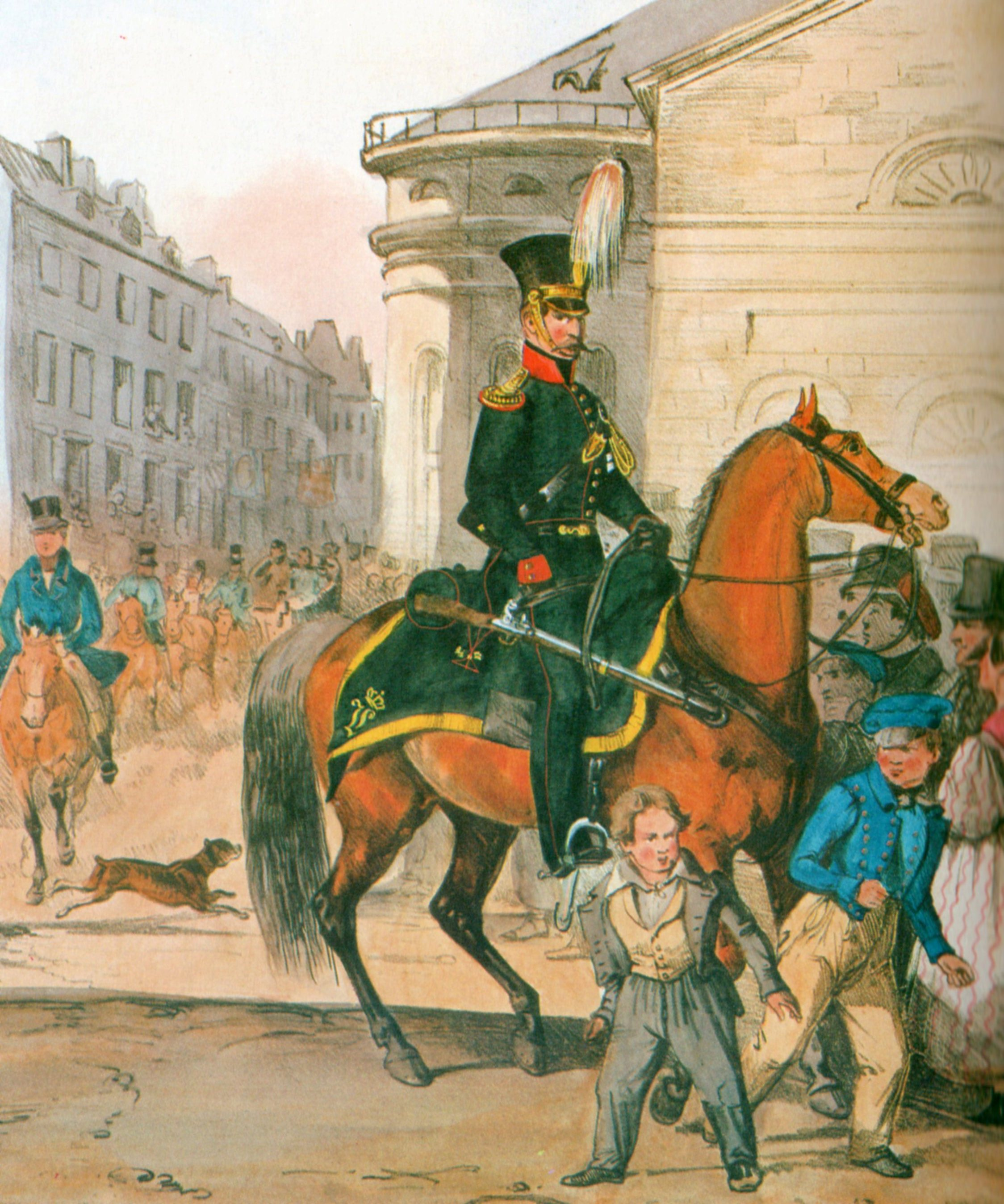
Königlich bayerischer Gendarm zu Pferd um 1840, Mitglied der Gendarmeriekompanie München. Grüne Uniform, schwarzer Tschako.

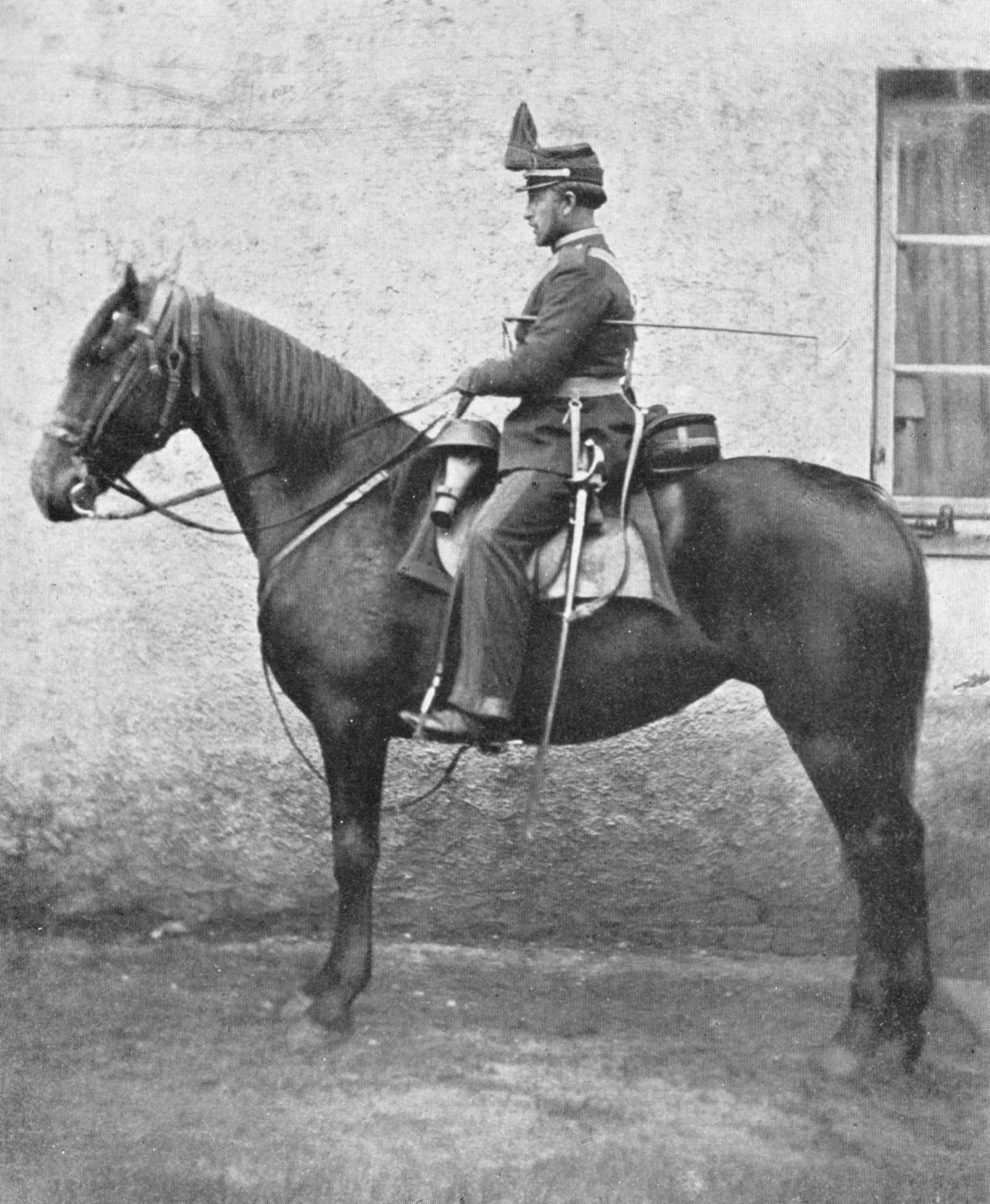
Großherzoglich oldenb. Landdragoner 1865 mit russischer Mütze von 1865

## Geschichte
Historisch gibt es für grüne und blaue Farben Vorbilder. Im 19. Jahrhundert wurde die Berliner Polizei mit dunkelblauen Uniformjacken eingekleidet. Das Königlich hannoversche Landgendarmeriekorps trug eine Uniform nach Art der hannoverschen Artillerie. Die preußische Gendarmerie erhielt dagegen die grüne Uniformjacke der Armee-Gendarmerie. Nach dem Ersten Weltkrieg sollte eine einheitliche grüne Uniform für die Sicherheitspolizei eingeführt werden, was den Siegermächten zu militärähnlich erschien. Im Dritten Reich wurde eine einheitliche grüne Uniformjacke durchgesetzt. In Abgrenzung statteten einige Bundesländer ihre Polizei nach dem Zweiten Weltkrieg mit blauen Uniformen aus, so trugen in Nordrhein-Westfalen Schutzmänner bis 1955 Dunkelblau.

### Kaiserreich

#### Deutsches Reich

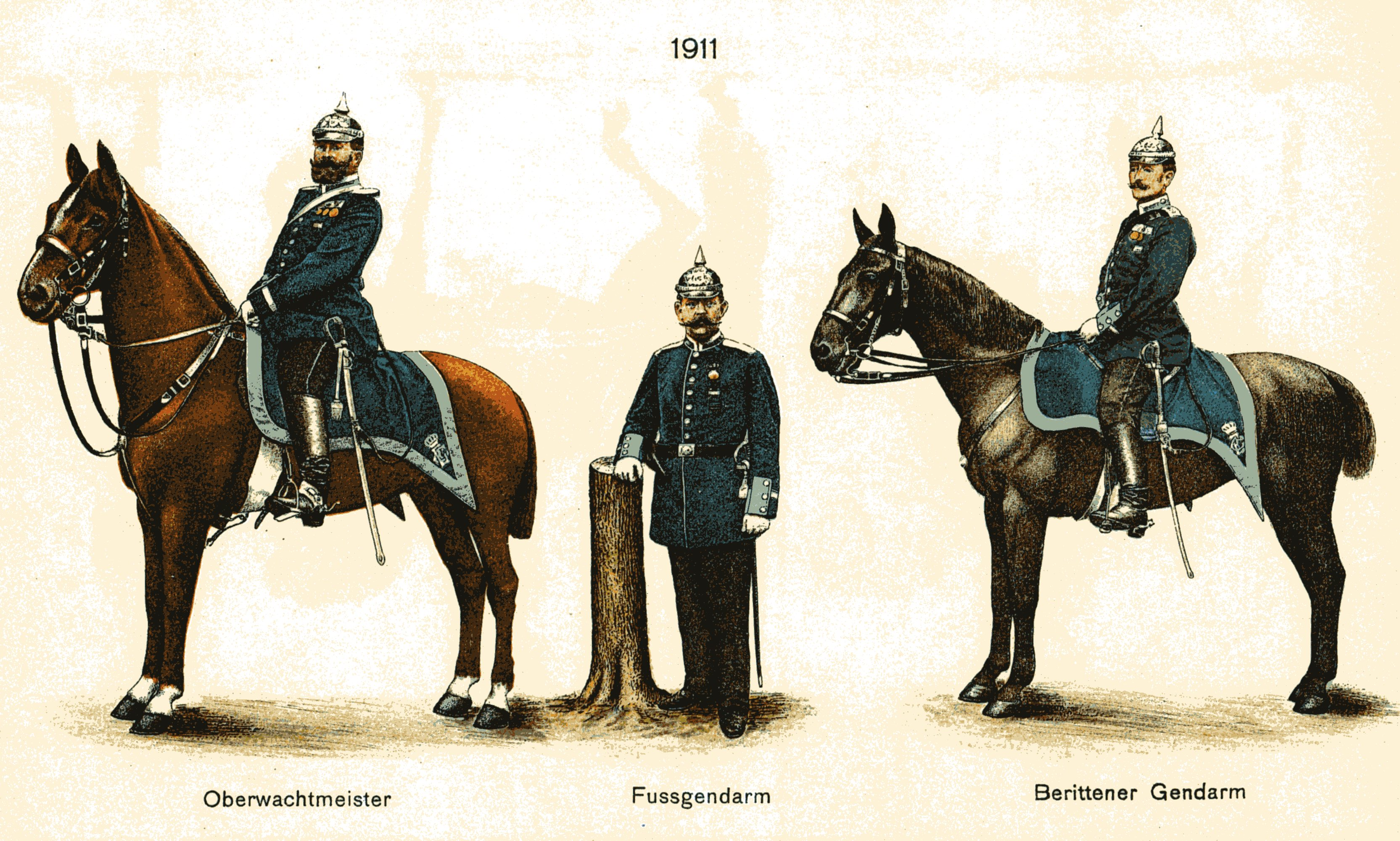
Gendarmen des Herzoglich Gothaischen Gendarmeriekorps 1911.

Im Kaiserreich wurden von der Polizei je nach Ländern verschiedene Uniformen getragen. In Teilen Preußens war die Uniform dunkelblau mit langer Hose und einem Lederhelm (Pickelhaube). Der Helm trug auf der Stirnseite ein verschlungenes W (für König Wilhelm), auf die Spitze des Helms war eine Kugel aufgesetzt.
Die dunkelblaue Uniform der Königlichen Schutzmannschaft zu Berlin war bis 1914 auch außerhalb Preußens Vorbild für kommunale Polizeien, zum Beispiel die Stadtpolizei von Oldenburg (Oldb).
Eine Besonderheit war die Husarenuniform der Mecklenburg-Strelitzschen Districts-Husaren. Sie wurde mit nur geringen Variationen von 1798 bis 1905 getragen und dann durch eine Uniform nach dem Vorbild der preußischen Gendarmerie ersetzt.

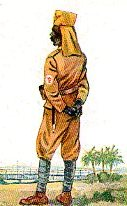
Polizei-Askari in Deutsch-Ostafrika um 1910

#### Deutsche Kolonien
Die deutschen Kolonialpolizeien trugen unterschiedliche Uniformen, die jeweils dem Klima der Kolonie angepasst waren.
- Deutsch-Ostafrika: weiße und khakifarbene Uniformen für deutsche Polizeiangehörige, khakifarbene Uniformen für Polizei-Askaris.
- Kamerun: ebenso.
- Deutsch-Südwestafrika: Die Kaiserliche Landespolizei Deutsch-Südwestafrika bestand nur aus Deutschen bzw. Europäern. Sie trugen eine khakibraune Uniform mit grünen Abzeichen sowie einen Schutztruppenhut. Die indigenen Polizeidiener trugen eine schlicht geschnittene Khaki-Uniform.
- Togoland: Wie Deutsch-Ostafrika und Kamerun.
- Deutsch-Samoa: Die Fita-Fita genannte Eingeborenenpolizei, die nur aus Häuptlingssöhnen bestand, trug indigene Tracht.
- Kaiser-Wilhelms-Land und andere deutsche Südseekolonien: Weiße Uniformen für deutsche Polizeiangehörige, roter Lendenschurz und khakifarbene Mütze mit Hoheitsabzeichen für indigene Polizeiangehörige.
- Polizeitruppe Jap: Die indigenen Polizeisoldaten trugen rote Röcke und weiße Blusen sowie blaue Mützen.
- Kiautschou: Die so genannte Chinesen-Polizei trug blau-graue Uniformen nach traditionellem chinesischen Schnitt und einen Turban.

### Weimarer Republik
1919 wurde in den einzelnen Ländern eine kasernierte Sicherheitspolizei gegründet, die reichsweit einheitlich eine graugrüne Uniform analog der Jägertruppe des Militärs erhalten sollte. Bereits 1920 wurden diese Polizeien je nach Land in Schutzpolizei (zum Beispiel Freistaat Preußen), Landespolizei (Bayern) oder Ordnungspolizei (Hamburg, Freistaat Oldenburg) umbenannt und erhielten eigene Uniformen, die Farben von dunkelgrün bis blaumeliert aufwiesen.
Die bis 1936 weiterhin existierenden Landes-Gendarmerien und Kommunalpolizeien behielten in der Regel die Uniformfarben aus der Kaiserzeit bei, so die Stadtpolizei Oldenburg (dunkelblau) und die Oldenburgische Gendarmerie (graugrün).
Im Freistaat Preußen waren die Ausgehuniformen hellgrün mit schwarzen Schaftstiefeln (oft als Knobelbecher bezeichnet) oder mit hohen Schnürschuhen und Ledergamaschen und hellgrünen Schirmmützen. Zum Dienstanzug wurden dunkelgraue, fast schwarze Tschakos statt der Schirmmützen getragen. Zur Polizei kam der Tschako in Deutschland über Jägereinheiten, die im revolutionären Berlin des Jahres 1919 Polizei-Aufgaben wahrnahmen. Die Uniformjacken (Röcke) besaßen hohe, geschlossene Kragen mit Kragenspiegel. Rangabzeichen wurden auf militärischen Schulterklappen getragen.
Die Röcke der Stadtpolizeien waren blau und die der Schutzpolizei (jäger-)grün. Es handelte sich bei letzterer um die fast unverändert übernommene Felduniform der kgl. preußischen Gardeschützen.
Tschakos setzten sich reichsweit als Kopfbedeckung durch, sie trugen in der Regel den Polizeistern mit dem Wappen des Landes. Lediglich im Freistaat Bayern wurde weiterhin die Pickelhaube getragen.

### Nationalsozialismus
Eine von Preußen ausgehende Zentralisierung (mit Zentralen in Berlin) und Gleichschaltung der Polizei wurde in der Zeit des Nationalsozialismus formal erst am 17. Juni 1936 durch Führererlass vorgenommen. Himmler wurde Chef der Deutschen Polizei im Reichsministerium des Inneren. Die Ordnungspolizei (OrPo) stand unter dem Kommando von Polizeigeneral (später Generaloberst der Polizei und SS-Obergruppenführer) Kurt Daluege.
Die Uniformen der Polizei wurden farblich dem generellen Erscheinungsbild des zentralistisch organisierten Staates nach und nach angeglichen (hellgrün und feldgrau), so dass (gewollt) eine hohe Ähnlichkeit mit den Uniformen der Wehrmacht entstand. Auf den ersten Blick unterscheidbar waren die Uniformen der Polizei durch den am linken Ärmel angebrachten „Polizeiadler“, während Soldaten des Heeres den „Wehrmachtadler“ auf der rechten Brustseite der meisten Oberbekleidungsstücke (außer bspw. Mantel oder Pullover) trugen.
Im Zuge der Militarisierung der Polizei wurden auch für die einzelnen Sparten (Dienstzweige) der neu geschaffenen Ordnungspolizei Waffenfarben eingeführt. Waffenfarbe der Schutzpolizei (SchuPo) war hellgrün, der Gemeindepolizeien bordeauxrot (ab 1942: Hellgrün), der Gendarmerie Orange und (ab 1938) der Feuerschutzpolizei Karmesin.
Die Tschakos wurden jetzt statt der Polizeisterne mit den Wappen der Länder mit einem die ganze Frontseite einnehmenden Hoheitsadler mit Hakenkreuz versehen; Polizei-Offiziere trugen den Tschako in mittelbraunem statt schwarzem Leder. Auf Stahlhelmen der Polizei war in der Regel ebenfalls der „Polizeiadler“ aufgebracht.

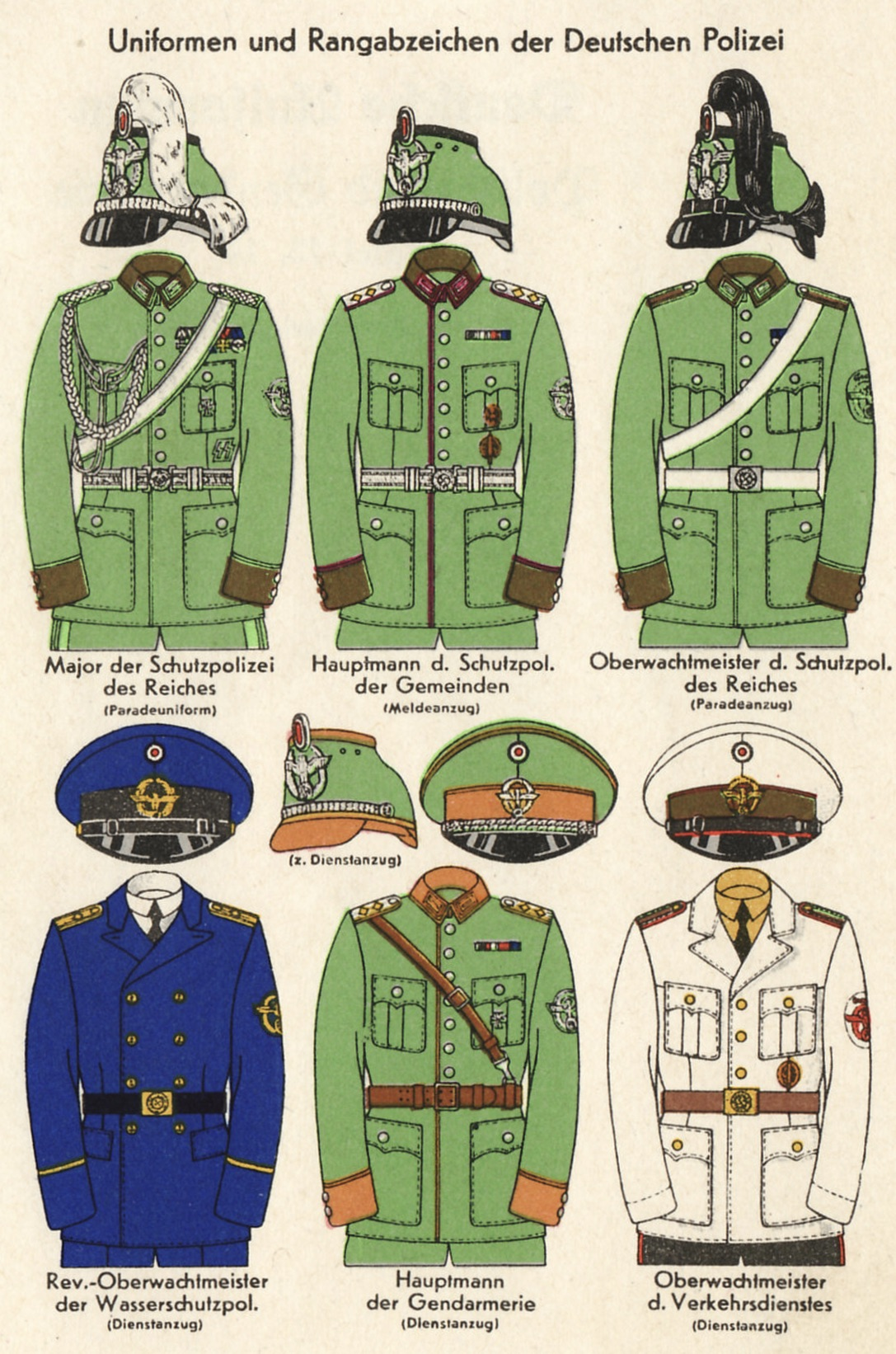
Uniformen der deutschen Polizei 1936
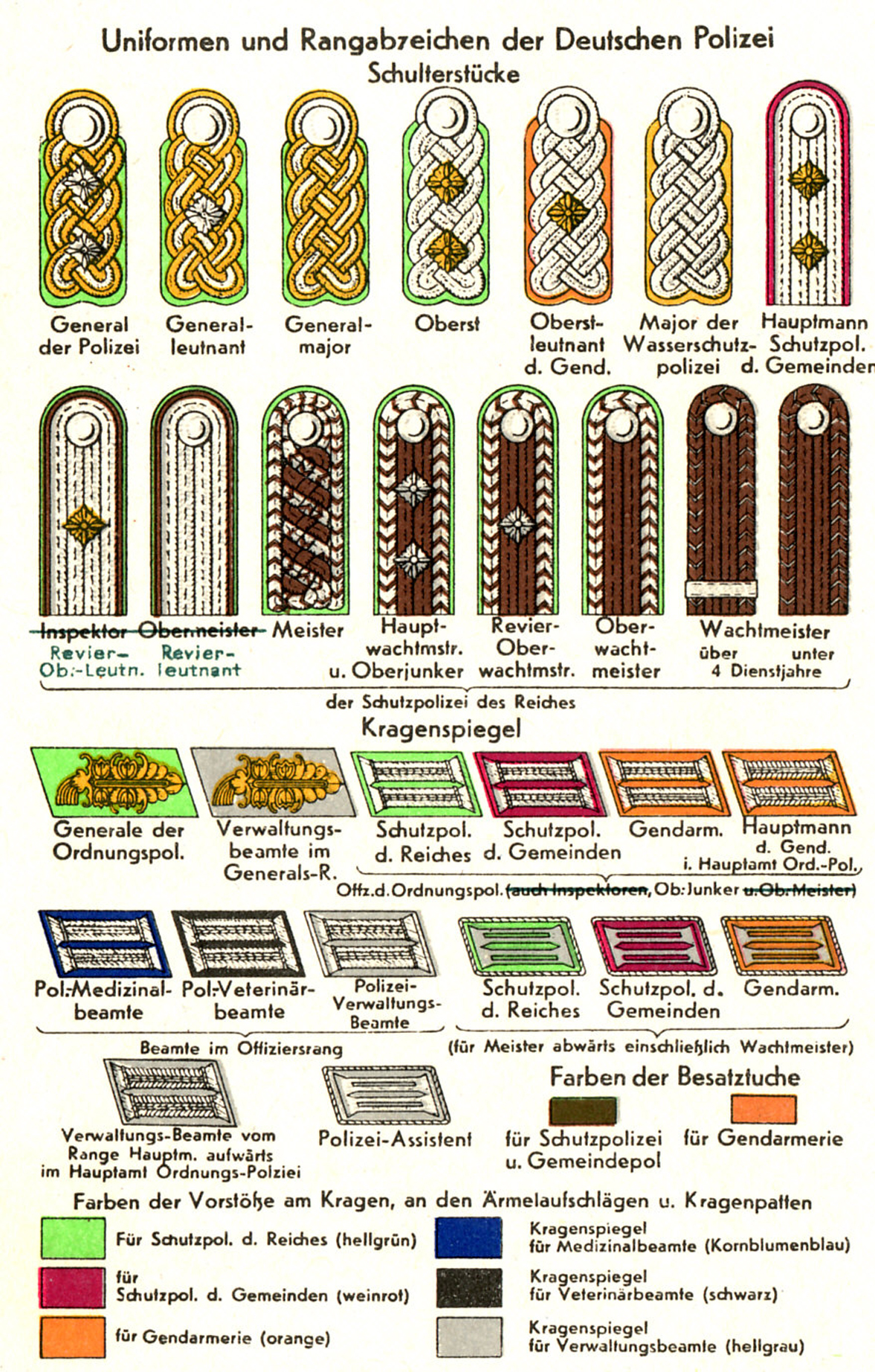
Rangabzeichen und Waffenfarben der deutschen Polizei 1936
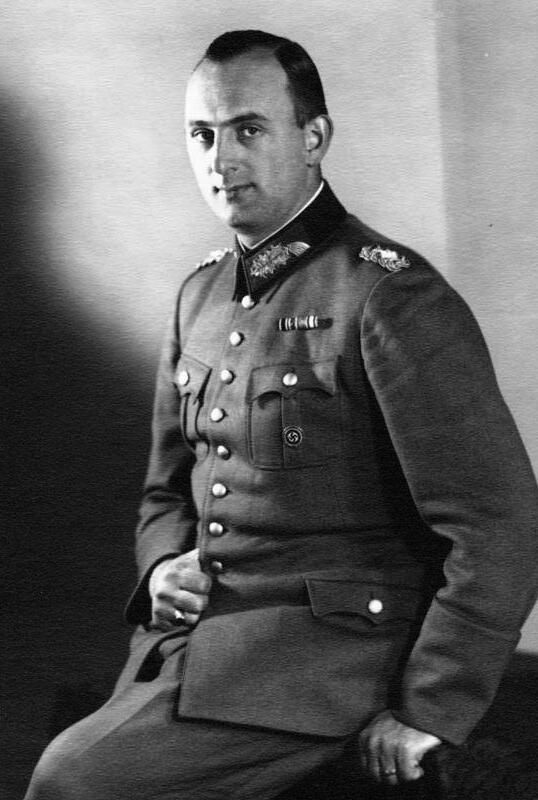
Kurt Daluege in der Uniform eines Generals der preußischen Landespolizei, 1933
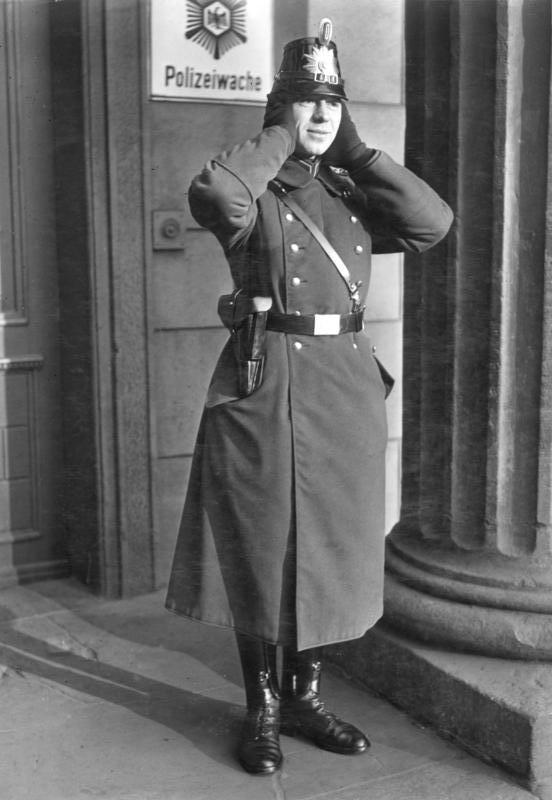
Schupo mit charakteristischem Tschako sowie Wintermantel und Ledergamaschen, 1937
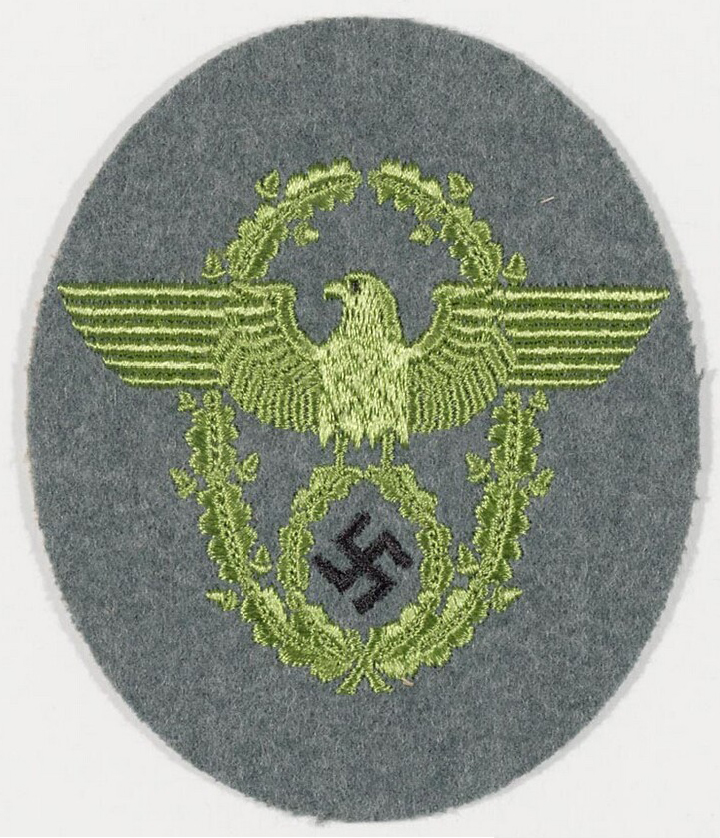
„Polizeiadler“ Ärmelabzeichen
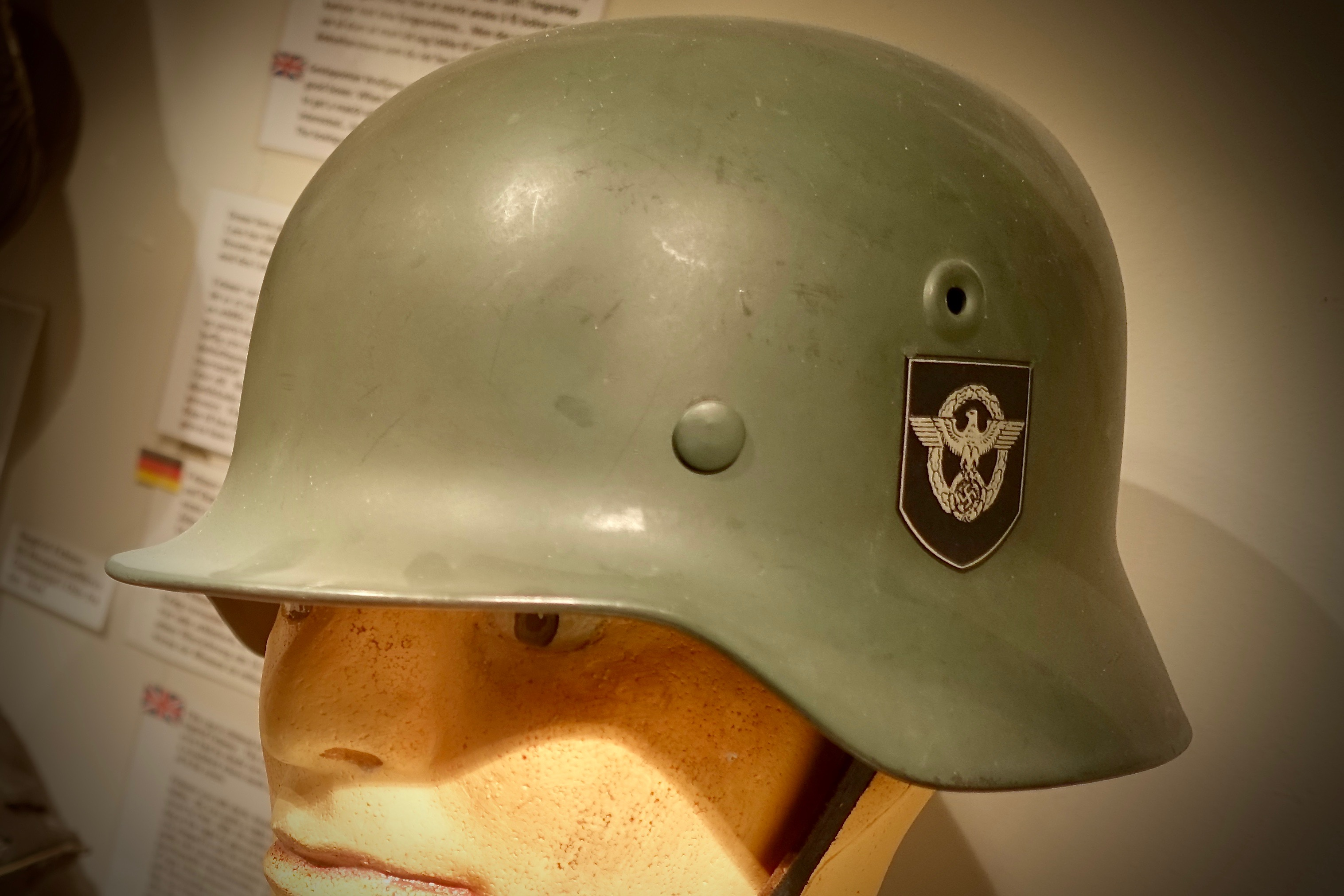
Stahlhelm der Orpo

### Nachkriegszeit

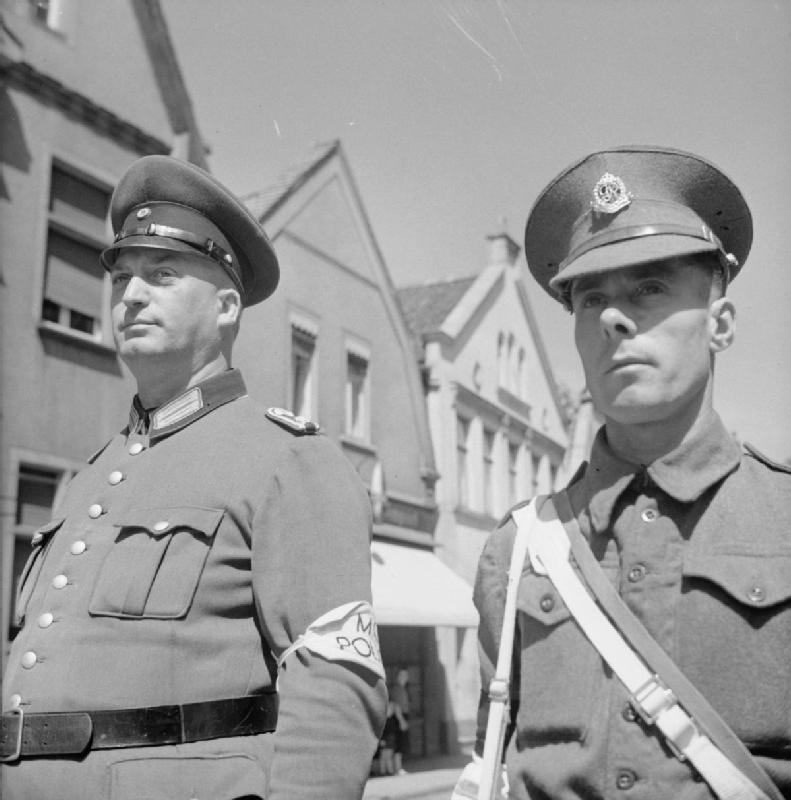
Britischer Militärpolizist und deutscher Polizist in Burgsteinfurt, Mai 1945

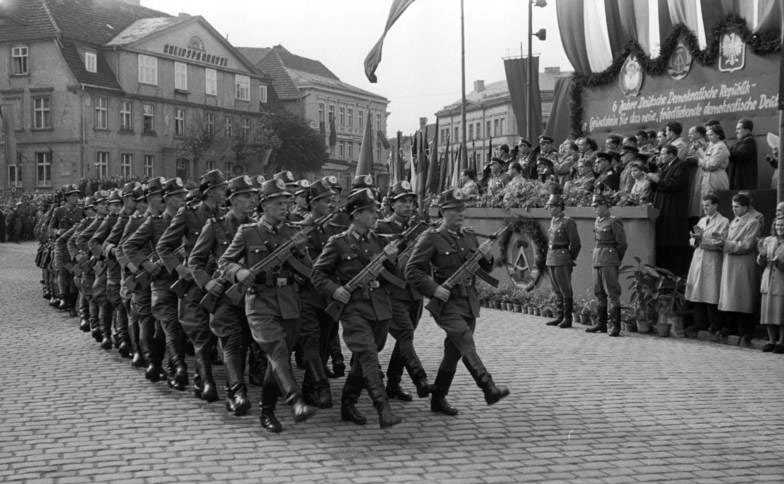
Volkspolizisten mit Tschako und geschlossenem Kragen, 1955. Sie sind mit dem Sturmgewehr 44 bewaffnet

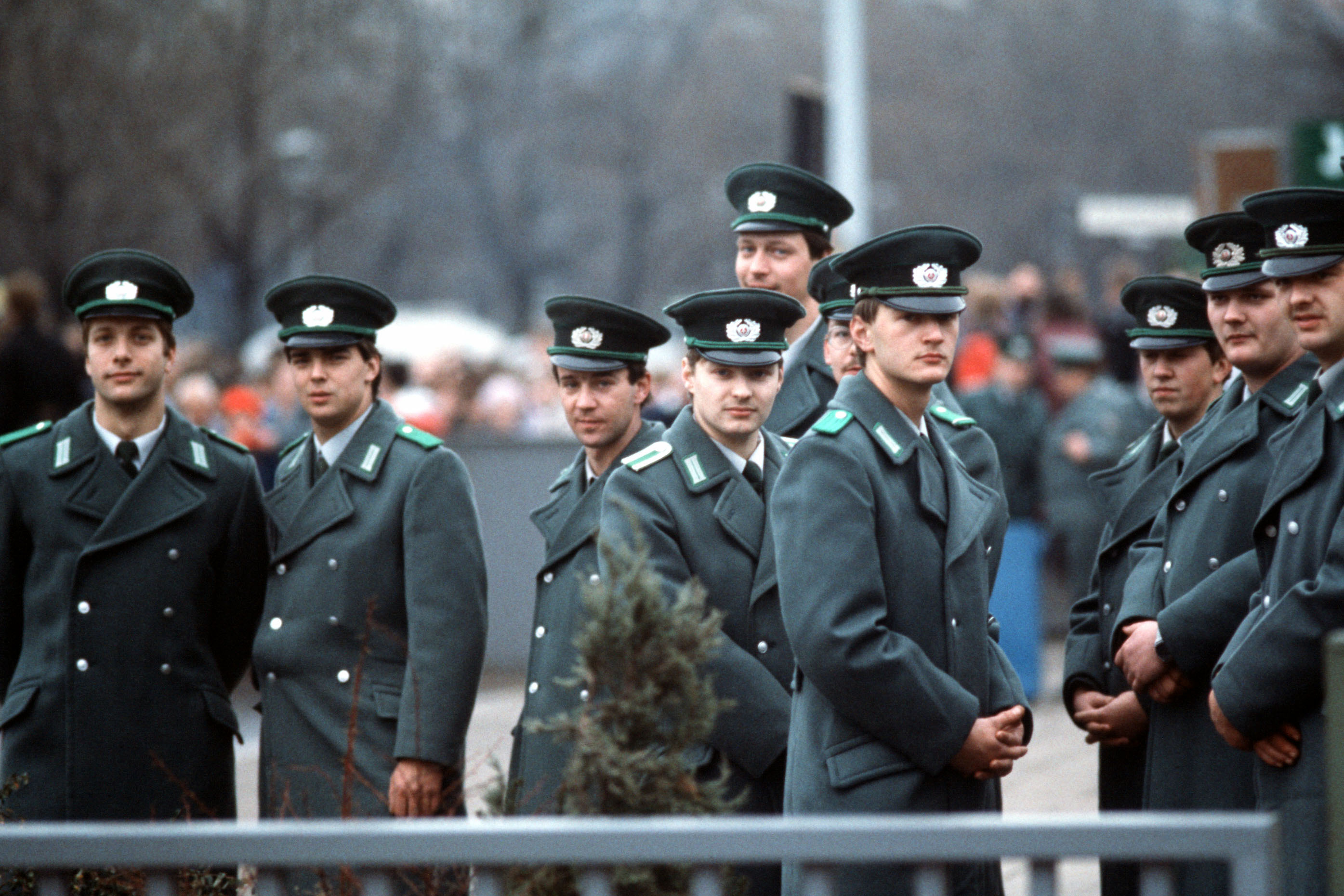
Volkspolizei im letzten Uniformschnitt beim Brandenburger Tor, 1989

Wegen des Materialmangels wurden die Uniformen („Waffenröcke“) der Polizisten oft gekürzt, die Kragenspiegel wurden entfernt. Die hellgrüne Uniform wurde in der britischen Zone dunkelblau umgefärbt. Diese Farbe war oftmals nicht wasserfest, sodass manche deutschen Polizisten in der britischen Zone bei Regen blaue Pfützen hinterließen.
Die Uniformen waren auch in der Folge sehr uneinheitlich: So wurden von der Landespolizei in Hamburg und Berlin blaue Uniformen getragen, während in den anderen Ländern von der staatlichen Polizei grüne Uniformen getragen wurden. Die Stadtpolizeien größerer Kommunen wie z. B. der Stadtpolizei München trugen wiederum blaue Uniformen.
Auch die Kopfbedeckung war sehr unterschiedlich. Es gab verschiedene Varianten von Schirmmützen; in der britischen Zone, in Berlin und der SBZ wurde weiterhin der Tschako getragen.

### Deutsche Demokratische Republik
In der Deutschen Demokratischen Republik waren die Polizisten bis in die 1960er Jahre ähnlich wie die Polizei des Dritten Reiches gekleidet. Sie trugen noch bis 1962 Tschakos mit Schwarz-Rot-Gold-Insignien und den bis oben zugeknöpften Rock. Die letzte Uniform der Volkspolizei war ein grüner Uniformrock mit offenen Kragen sowie hellgrauem Hemd und grüner Krawatte. An der linken Ärmelseite war das Wappen der Volkspolizei (bei der Schutzpolizei bzw. bei den ABV) und auf den Kragen waren Kragenspiegel aufgenäht. An den Ärmeln, Kragen und Abzeichen war sie mit grünen Biesen versehen. Die Schirmmützen entsprachen mit einem silbernen Eichengespinst um die Hammer- und Zirkel-Kokarde im Ährenkranz abgesehen von der Farbe der NVA-Variante. Die Angehörigen der Verkehrspolizei waren an Schirmmützen mit weißem Bezug zu erkennen. Im Sommer trugen Volkspolizisten hellgraue Blousons. Die Transportpolizei, die für die Reichsbahn zuständig war, trug die gleiche Uniform der Volkspolizei, jedoch in dunkelblauer Farbe. Die Angehörigen des Strafvollzuges trugen Uniformen im selben Farbton, jedoch mit Biesen und Unterlagen der Schulterstücke in mittelgrau. Die Uniform der Wasserschutzpolizei war, deutschen Marinetraditionen entsprechend, marineblau mit zweireihigen Jacken und goldenen Knöpfen jedoch den Kragenspiegeln und Abzeichen der übrigen Volkspolizei.

### Bundesrepublik Deutschland

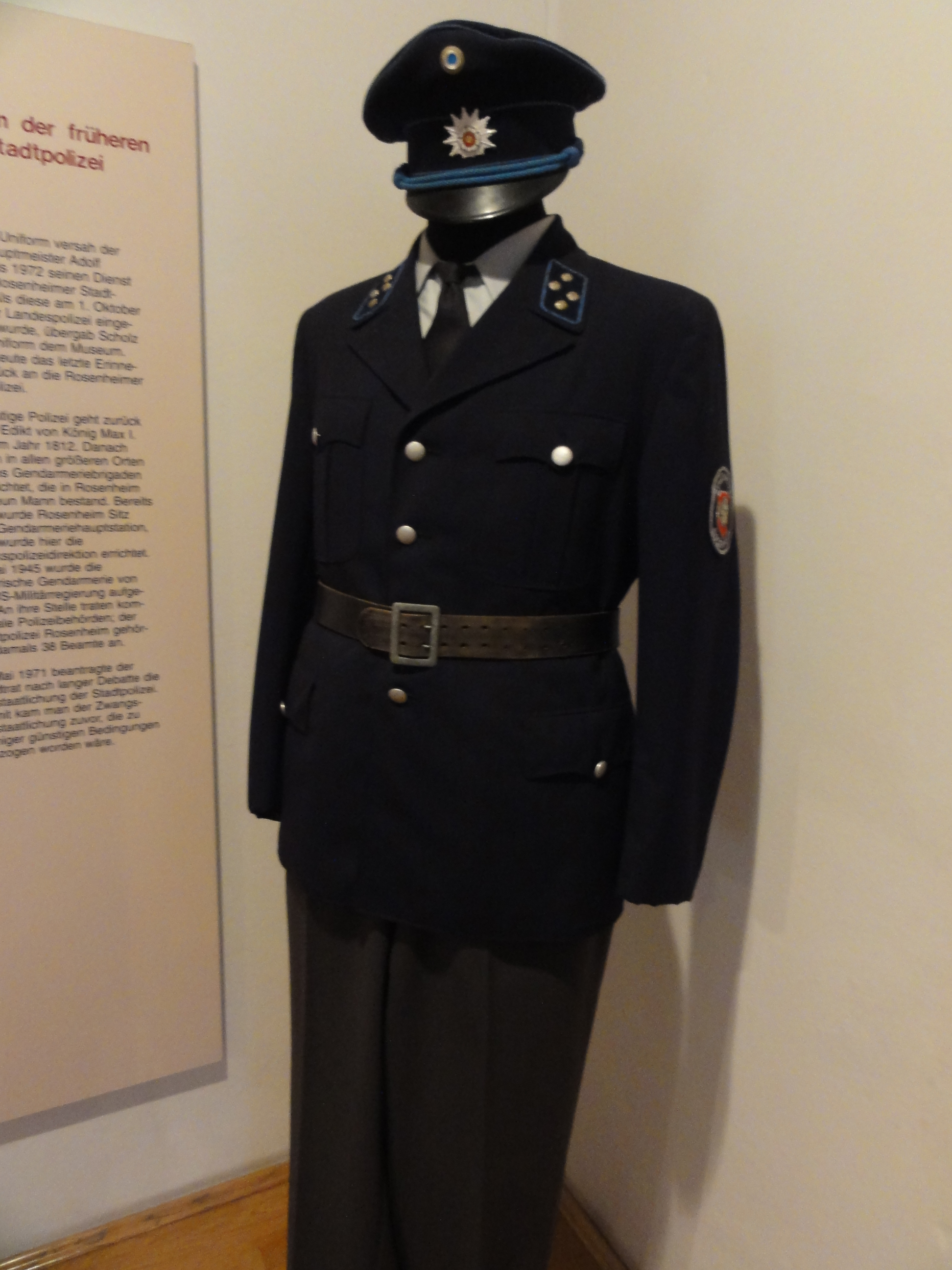
Städtisches Museum Rosenheim; Uniform der Stadtpolizei

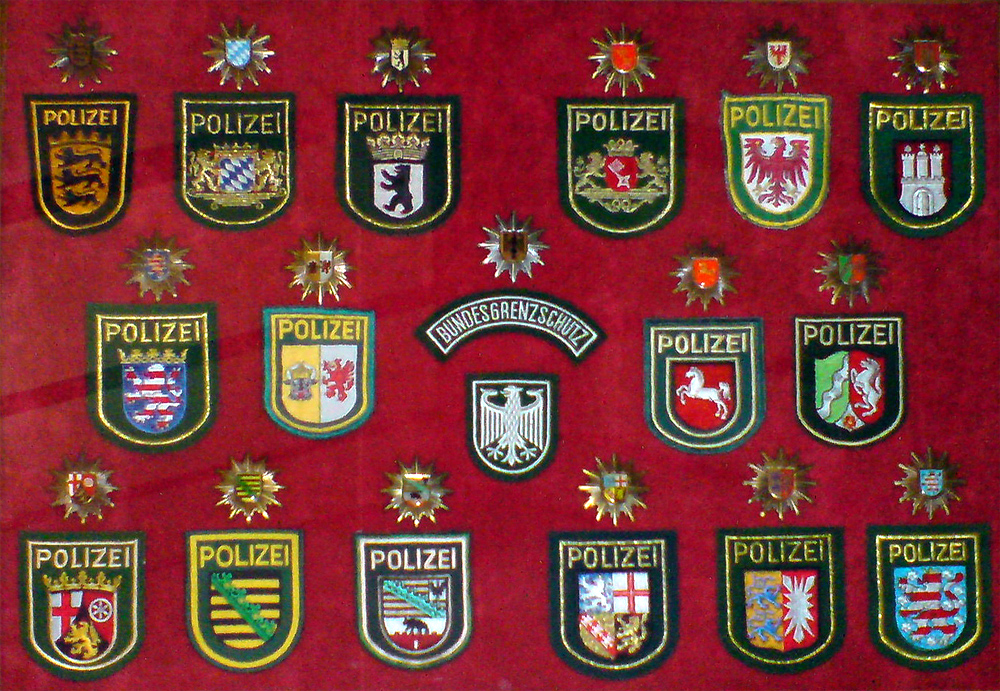
Mützen- und Ärmelabzeichen der 16 Landespolizeien sowie des Bundesgrenzschutzes in Deutschland

Die Landespolizeien in der Bundesrepublik besaßen bis Ende der 1970er Jahre analog zu ihren Vorgängern in der Weimarer Republik Uniformen in verschiedenen Farben, so Nordrhein-Westfalen, Hessen und Rheinland-Pfalz grün, Bremen und Hamburg schwarzblau, West-Berlin blau, Schleswig-Holstein dunkelblau, Niedersachsen blau-grau, Baden-Württemberg hellgrau, Bayern dunkelgrün. Bis 1974 existierten in größeren bayerischen Städten wie München, Nürnberg, Augsburg oder Rosenheim noch Kommunalpolizeien, die eigene Uniformen, meist in einem blauen Farbton, besaßen. Der Tschako war in Teilen Deutschlands bis Mitte der 1960er Jahre, in Nordrhein-Westfalen bis Anfang der 1970er Jahre Teil der Dienstuniform.
Die Uniformen und Schulterstücke der Grenzschutzbeamten des Bundesgrenzschutzes unterschieden sich deutlich von denen der Landespolizeien und ähnelten eher den auch in der NVA gebräuchlichen Uniformen und Dienstgradabzeichen, welche in der deutschen Heerestradition standen.
Im Zuge der Polizeireform ab 1972 erhielten die Landespolizeien und der Bundesgrenzschutz neue Uniformen in moosgrün und beige, welche der Modeschöpfer Heinz Oestergaard entwickelt hatte. Die alten Uniformen wurden parallel aufgebraucht, so in Niedersachsen bis 1979. Die neue Dienstbekleidung prägte, zusammen mit der charakteristischen grün-weißen Farbgebung der Einsatzfahrzeuge, über 30 Jahre lang das äußere Erscheinungsbild der deutschen Polizei.
Als neue Uniformfarbe der meisten europäischen Polizeien wurde, im Zuge einer EU-weiten Vereinheitlichung ab 2004, stahlblau (RAL 5011) gewählt, in der Regel mit weißen Dienstmützen. Die Bundespolizei begann Ende 2005 mit der Umstellung auf die neue blaue Polizeiuniform. Seit Ende 2018 sind alle deutschen Beamten mit der neuen Uniform eingekleidet.

## Moosgrün/Beige Uniform

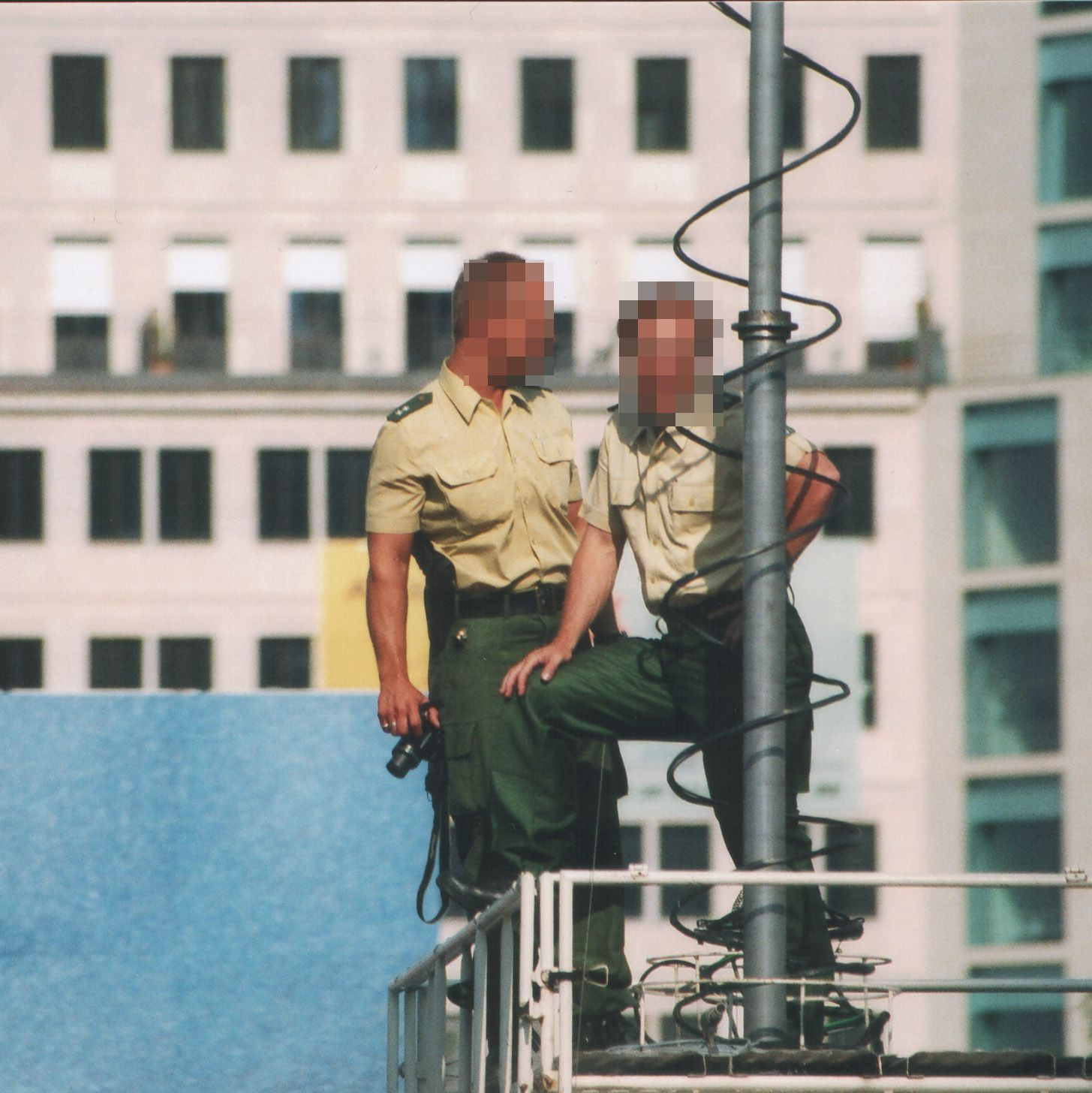
Beamte der Berliner Polizei in alter Uniform (2002)

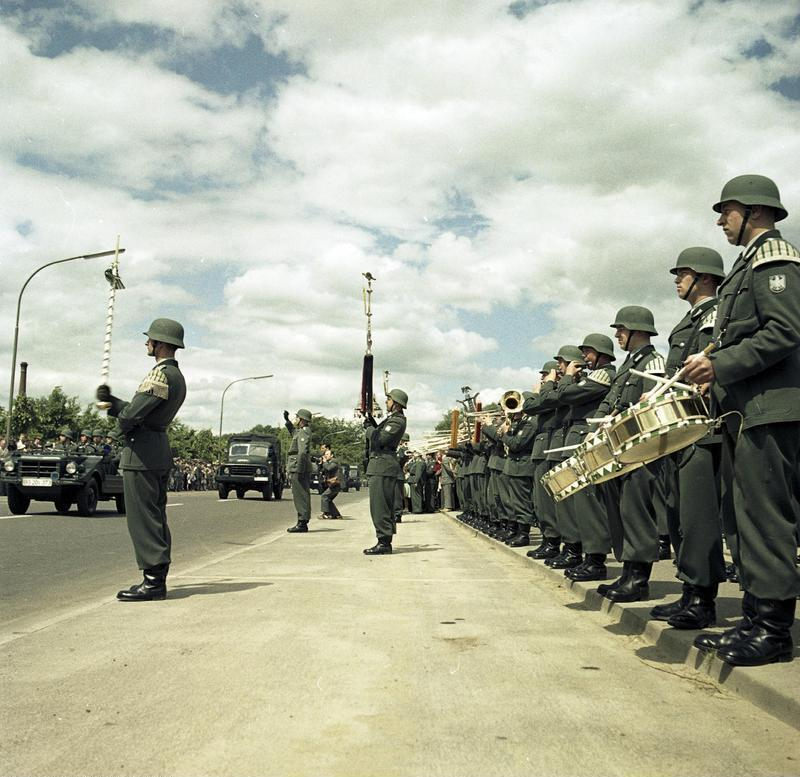
Beamte des Musikkorps des Bundesgrenzschutzes in der alten Uniform (1961)

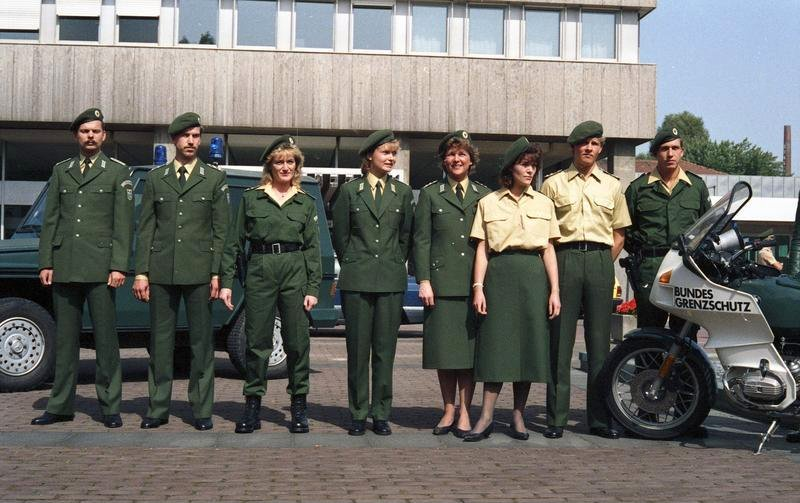
Beamte des Bundesgrenzschutzes in alter Uniform (1987)

Die Uniform in den Farben Moosgrün (Jacke)/Bambus (Hemd)/Beige (Hose) wurde zwischen 1976 und 1979 bundesweit eingeführt, zuletzt im Saarland und Baden-Württemberg. Sie war von dem Designer Heinz Oestergaard bereits um das Jahr 1972 entworfen worden. Ihre Einführung wurde jedoch erst auf der Konferenz der Innenminister der Länder am 13./14. September 1974 beschlossen. Die bisherigen Uniformen wurden noch eine Zeitlang, parallel zu den neuen Modellen, aufgetragen.
Dies war das erste und letzte Mal, dass die deutschen Landespolizeien, und später auch der Bundesgrenzschutz, der von 1951 bis 1987 eine schwarzgrüne Uniform trug, ein einheitliches Erscheinungsbild vorwiesen. Auch die Bundespolizei trug zunächst die Oestergaard-Uniform weiter. Vor 1976 existierten in den Ländern diverse Farb- und Ausstattungsvarianten.
Die Uniform in den Farben Moosgrün/Beige wurde ab 2004 in allen Bundesländern durch eine blaue Uniform abgelöst. Als erstes Bundesland führte sie Hamburg ein, als letztes Bundesland Bayern, wo das alte moosgrün-beige Modell erst im August 2018 bei der Landespolizei verschwand. Nach rund 40 Jahren kamen damit erstmals wieder länderspezifische Uniformmodelle auf, die sich in der Farbgestaltung und Ausstattung unterscheiden (siehe oben).

### Standarduniform
Die bekannteste Uniform der Polizei ist die des Polizisten im Wach- und Streifendienst. Diese bestand aus einer hellbraunen Hose, einem bambusfarbenen Hemd, einer dazugehörigen Jacke und einer Kopfbedeckung. Auf den Schultern der Hemden, Blusen, Jacken, Mänteln und manchen Pullovern waren Schulterklappen angebracht.
- Es gab Stoffhosen oder khakifarbene Jeans, in späteren Jahren waren in einigen Ländern auch Cargohosen verbreitet. Zu jeder Hose gehörte ein normaler Gürtel. Im Außendienst wurde entweder ein lederner Leibriemen oder ein, meist textiler, Einsatzgürtel mit Ausrüstungsgegenständen (z. B. Handfesseln, Pistole, Ersatzmagazin) getragen.
- Oberbekleidungen waren Jacken aus Textil oder Leder, Tuchröcke, Mäntel, Pullover und Blusen bzw. Hemden. An der rechten Brusttasche der Hemden, Blusen und Jacken wurden meistens Verbandsabzeichen getragen.
- Hemden bzw. Blusen gab es in einer Ausführung mit kurzen oder langen Ärmeln. Das langärmlige Hemd wurde grundsätzlich mit Krawatte getragen.
- In der kalten Jahreszeit wurde als Oberbekleidung auch ein grüner oder beigefarbener Pullover getragen. Diese gab es in verschiedensten Ausführungen, z. B. als Rollkragenpullover, als Strickjacke oder als normaler Pullover mit aufgenähten Taschen. Bei der bayerischen Polizei gab es ab 2006 eine dunkelgrüne Reißverschlussjacke aus Strick oder Fleece sowie einen bambusfarbenen Rollkragenpullover zum Unterziehen.
- Entsprechend den unterschiedlichen Einsatzanforderungen wurden verschiedene Jacken getragen. Als Wetterschutz dienten grüne Parkas, daneben standen grüne Blousons oder schwarze Lederjacken für wärmere Witterung zur Verfügung. Neongelbe/neongrüne Parkas (Verkehrsmäntel) und vereinzelt auch noch weiße Mäntel wurden für den Verkehrsdienst (z. B. auf der Autobahn) verwendet.

Die Standard-Kopfbedeckung war eine (meist) textile Mütze mit einem schmalen schwarzen Schirm, dem Polizeistern sowie (meist) mit einer Kokarde unter dem Stern. Sowohl grüne als auch weiße Dienstmützen waren in Gebrauch. Die grüne Dienstmütze war Standard. Die weiße Dienstmütze wurde vor allem bei Fußstreifen und im Verkehrsdienst verwendet. In geschlossenen Einheiten wurde ein Barett oder Baseballcap (grün oder schwarz) getragen. Die anfangs hier oft verwendete Bergmütze verschwand bis zum Ende der Verwendung des moosgrün-beigen Uniformkonzepts nahezu vollständig. In Bayern wurde sie im alpinen Bereich weiterhin getragen. In Baden-Württemberg und Bayern führten Motorradfahrer ein weißes Barett mit, das sie trugen, wenn sie den Helm abgelegt hatten (z. B. bei der Unfallaufnahme). Gebräuchlich waren auch Fellmützen, zum Beispiel bei der Berliner Polizei oder in Bayern.

### Sonderbekleidung
Beamte mit speziellen Aufgaben oder mit einem erhöhten Sicherheitsrisiko trugen eine auf ihren Aufgabenbereich abgestimmte Sonderbekleidung.

#### Kradkombi
Beamte, die ihren Dienst bei der Motorradstaffel versahen, trugen seit den 1990er Jahren hauptsächlich Goretex-Motorradkombis, die es in den Farben Dunkelgrün oder Neongrün/Neongelb gab. Bei der Polizei im Saarland fand sich aber auch häufig die zweiteilige grüne Lederkombi mit schwarzen Lederschaftstiefeln. In Hessen wurden im Sommer anstelle der Leder- oder Goretex-Motorradkombi auch beigefarbene Stoff-Breeches mit Schaftstiefeln getragen.

#### Reitbekleidung
In den Bundesländern, die über eine Reiterstaffel verfügten, trugen die berittenen Beamten beigefarbene Stoff-Reithosen mit hohen schwarzen Schaftstiefeln. In Bayern bestanden die Reithosen hingegen aus hellbraunem Wildleder.

#### Einsatzanzug und Schutzausrüstung

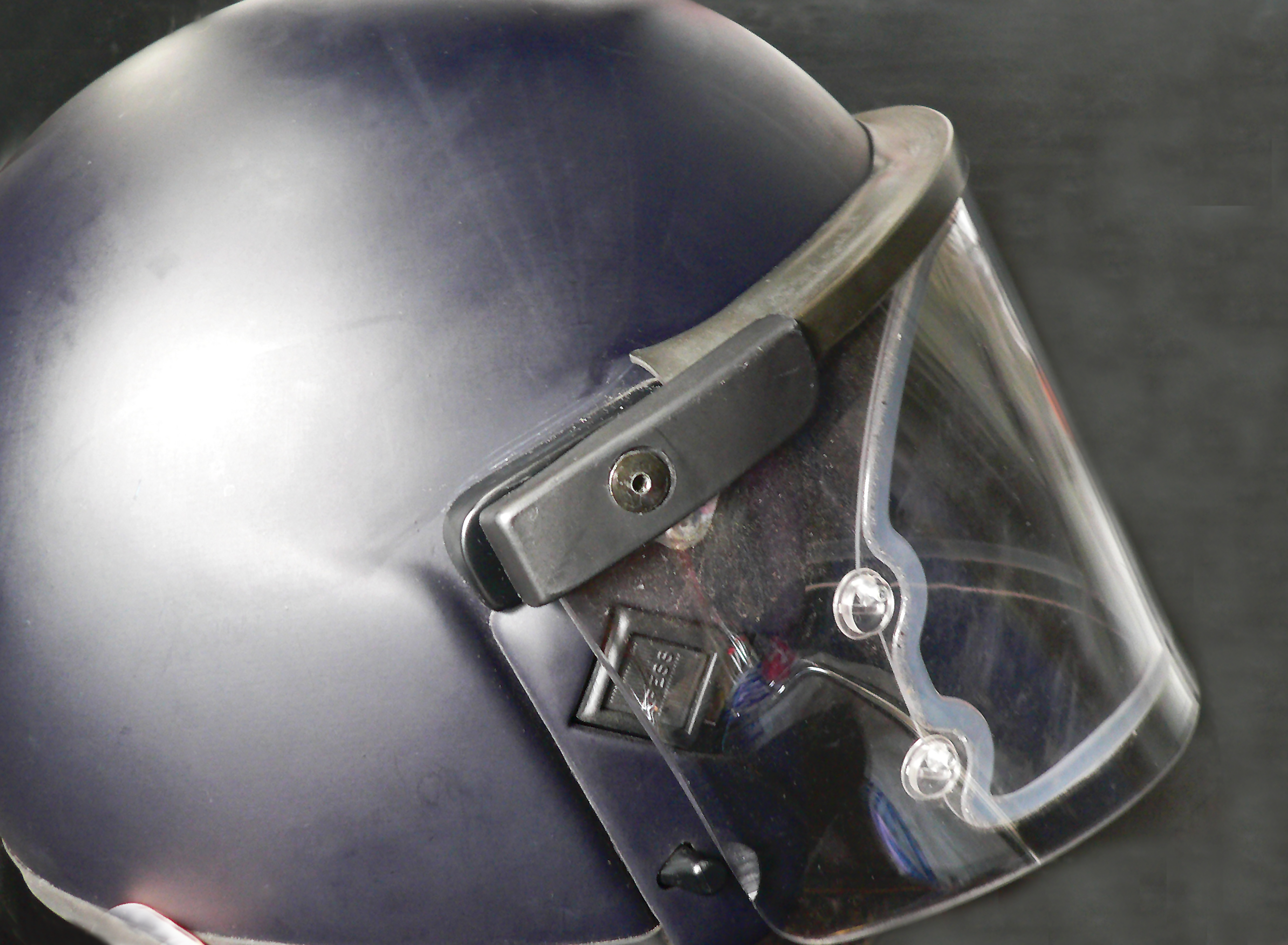
Helm der Schutzpolizei – Schuberth P100-10

Die Beamten der Bereitschaftspolizei oder der Einsatzhundertschaften trugen im geschlossenen Einsatz einen komplett grünen Einsatzanzug. Dieser wurde mit einem grünen oder schwarzen Barett kombiniert, später bei einigen Polizeien auch mit Baseballcaps in den Farben schwarz oder grün. Anfangs war anstelle des Baretts eine grüne Bergmütze vorgesehen.
Spezialeinheiten (Spezialeinsatzkommandos) trugen Einsatzanzüge, Schutzwesten und Schutzhelme in Tiefblau, Schwarz oder Dunkelgrün.

## Neue blaue Polizeiuniformen
Als neue Uniformfarbe der meisten europäischen Polizeien wurde, im Zuge einer EU-weiten Vereinheitlichung ab 2004 auf neue blaue Polizeiuniformen umgestellt. Seit Ende 2018 sind alle deutschen Beamten mit der neuen Uniform eingekleidet.
Die Bayerische Polizei, die als letzte deutsche Polizei die moosgrün/beige-farbene Uniform trug, hat 2015 nach mehreren Trageversuchen, unter anderem auch mit dem Uniformmodell Baden-Württemberg, und einer Befragung der Vollzugsbeamten die Entscheidung für eine neue Polizeiuniform in blauer Farbgebung, angelehnt an die Uniform der Österreichischen Polizei, getroffen, die ab 2016 eingeführt werden soll. Zuvor hatte bereits das Saarland die Umstellung auf blaue Polizeiuniformen beschlossen und, neben Rheinland-Pfalz und Thüringen, die Einführung des Hessischen Uniformmodells verkündet.
Ziel der Umstellung war einerseits die europaweit einheitliche Erkennbarkeit der Polizei, andererseits die moderne Anpassung der Dienstkleidung an geänderte Anforderungen. So mussten Tragekomfort und Details verbessert werden, wobei neue Stoffe zum Einsatz kommen und Teile der Uniform verändert werden. Beispielsweise kommen neue Dienstschuhe zum Einsatz und neue Polohemden halten Einzug. Zudem wurden alle Uniformen in zwei Schnittvarianten für Männer und Frauen entworfen.
Hinter dem Farbwechsel der Polizeifarbe von Grün auf Blau verbirgt sich der europäische Gedanke, Polizeien innereuropäisch einheitlicher auftreten zu lassen. Die beteiligten Unterhändler im für die innereuropäische Polizeiarbeit zuständigen Ausschuss des Europäischen Parlaments einigten sich 1998 auf blau, da in den meisten EU-Mitgliedstaaten die Streifenwagen und Uniformen bereits in Blautönen gehalten waren. Insbesondere Frankreich und Italien wollten dies beibehalten. Deutschland wechselte lieber auf Blau als auf das von Großbritannien favorisierte Rot-Orange. Da diese Direktive noch diskutiert wird, ist noch keine europäische Nation zu einer Farbumstellung verpflichtet.
Bei fast allen Oberbekleidungen ist auf dem linken Oberarm das Hoheitszeichen mit der Aufschrift „Polizei“ angebracht. Bei alten Pullovern ist dies manchmal auch auf der linken Brustseite zu finden. Die neuen stahlblauen Uniformen tragen das Hoheitsabzeichen teilweise auf beiden Oberarmen, teilweise aber auch auf der linken Brustseite.
Mittlerweile lässt sich eine Schutzweste als ein fester Bestandteil vieler Polizeiuniformen feststellen. Neben der ballistischen Schutzwirkung sind viele Westen auch mit Hochsichtbarkeitselementen ausgestattet (neon-gelbe und reflektierende Flächen) und bieten Befestigungsmöglichkeiten für Ausrüstung, um den Gürtel des Polizisten zu entlasten.
| Land                   | Uniformmodell                                     | Probelauf      | Einführung              | komplette Umstellung | Blaue Streifenwagen          |
| ---------------------- | ------------------------------------------------- | -------------- | ----------------------- | -------------------- | ---------------------------- |
| Baden-Württemberg      | Baden-Württemberg                                 | 2008           | Anfang 2010             | seit Ende 2011       | seit August 2008             |
| Bayern                 | Bayern (abgewandelt nach österreichischem Muster) | 2014/15        | 2016                    | seit August 2018     | seit September 2016          |

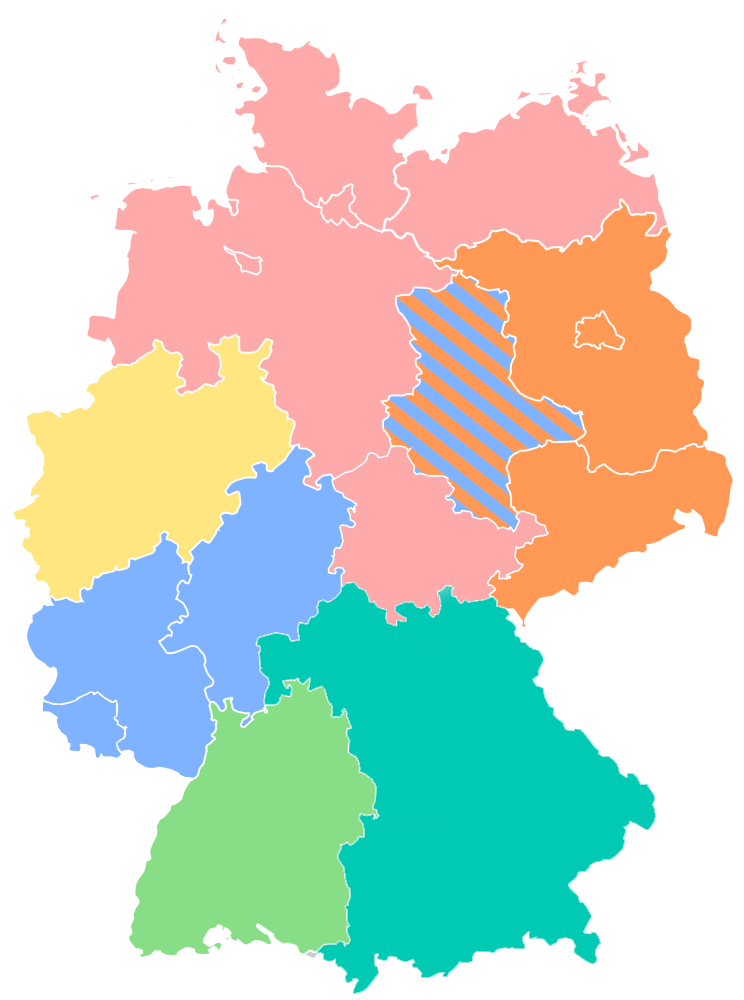
Uniformmodell
Baden-Württemberg
Brandenburg
Hamburg
Hessen
Nordrhein-Westfalen
Bayern

| Berlin                 | Brandenburg                                       | 2009           | Anfang 2010             | seit September 2013  | seit Ende 2009 / Anfang 2010 |
| Brandenburg            | Brandenburg                                       | kein Probelauf | Anfang 2008             | seit Ende 2010       | landesweit seit 2005         |
| Bremen                 | Hamburg                                           | kein Probelauf | Mitte 2006              | seit Ende 2010       | seit Ende 2005 / Anfang 2006 |
| Hamburg                | Hamburg                                           | 2003           | Ende 2004 / Anfang 2005 | seit Ende 2005       | seit Mitte 2002              |
| Hessen                 | Hessen                                            | 2005           | Ende 2007 / Anfang 2008 | seit Ende 2008       | seit Anfang 2005             |
| Mecklenburg-Vorpommern | Hamburg                                           | 2008           | Anfang 2009             | seit Ende 2011       | seit Anfang 2009             |
| Niedersachsen          | Hamburg                                           | 2007           | Anfang 2006             | seit Ende 2008       | seit Ende 2004               |
| Nordrhein-Westfalen    | Nordrhein-Westfalen                               | 2007           | Ende 2007               | seit Ende 2012       | seit Dezember 2007           |
| Rheinland-Pfalz        | Hessen                                            | 2007           | Anfang 2008             | seit Ende 2012       | seit Ende 2006               |
| Saarland               | Hessen                                            | kein Probelauf | Herbst 2015             | seit Ende 2016       | landesweit seit 2015         |
| Sachsen                | Brandenburg                                       | kein Probelauf | Mitte 2009              | seit Ende 2012       | seit Dezember 2008           |
| Sachsen-Anhalt         | Sonderfall Sachsen-Anhalt                         | 2007           | Anfang 2009             | seit Ende 2012       | seit Ende 2005 / Anfang 2006 |
| Schleswig-Holstein     | Hamburg                                           | kein Probelauf | Anfang 2006             | seit Ende 2008       | seit August 2005             |
| Thüringen              | Hessen                                            | kein Probelauf | Anfang 2009             | seit Ende 2011       | seit Dezember 2006           |
| Thüringen              | Hamburg                                           | kein Probelauf | Ende 2019               | Ende 2022[veraltet]  | seit Dezember 2006           |
| Deutschland            | Bundespolizei                                     | kein Probelauf | Ende 2005               | seit Ende 2012       | seit Anfang 2005             |

## Uniformmodell Baden-Württemberg
Das Uniformmodell Baden-Württemberg ist das neue blaue Uniformmodell, das die Polizei des Landes Baden-Württemberg seit dem Jahr 2010 ausgibt. Es besteht aus folgenden Uniformen:
- Innendienstuniform
- Standarduniform
- Sonderbekleidung
  - Einsatzbekleidung
  - Motorradbekleidung
  - Reiterbekleidung
  - Radbekleidung
  - Schutzbekleidung für Kriminalpolizei
  - Schutzkleidung

Das Hemd, die Uniformjacke, die Strickjacke, die Windjacke, die Winterjacke, der Kurzmantel, die Regenjacke, die Kradlederkombi, der Einsatzanzug, das Poloshirt, das Radtrikot, der Reitmantel, der Overall für Hubschrauberbesatzungen und die Warnjacke haben jeweils auf dem linken Oberarm das Hoheitsabzeichen, welches das aus goldfarbenem Garn gestickte kleine Landeswappen auf blauem Untergrund mit ebenfalls goldfarbener, gestickter Schrift aufweist.
Die Uniformen wurden in zwei Schnittvarianten für Männer und Frauen entworfen.

### Innendienstuniform
Die Innendienstuniform ist für den Innendienst vorgesehen, in Ausnahmefällen, z. B. Festakte unter freiem Himmel auch für den Außendienst.
- Die dunkelblaue Uniformhose mit einer hellblauen Biese ist in Sommer- und Winterausführung erhältlich. Dazu wird ein weißes Hemd mit zwei Brusttaschen mit Knopfverschluss getragen, welches als Kurz- und Langarm erhältlich ist. Zum Hemd wird eine dunkelblaue Krawatte getragen, in welche das Polizei-Logo mit Schriftzug, Stern und Stauferlöwe gewebt wurden.
- Zur Uniform sind verschiedene Jacken und Mäntel erhältlich: eine dunkelblaue Uniformjacke mit silbernen Metallknöpfen, eine dunkelblaue Strickjacke, eine dunkelblaue Windjacke, eine dunkelblaue Winterjacke oder ein dunkelblauer Kurzmantel. Bis auf die Uniformjacke, die Strickjacke und den Kurzmantel haben alle Jacken einen „Polizei“-Schriftzug auf Brust und Rücken.
- Als Kopfbedeckung wird eine weiße oder blaue, wasserabweisende Schirmmütze mit Oberstoffbiese am Deckelrand getragen.

### Standarduniform
Die Standarduniform ist für den Außendienst gedacht und aus robusterem Material gefertigt.
- Die dunkelblaue Cargohose, welche vor allem im Streifendienst zum Einsatz kommen soll, ist ebenfalls in Sommer- und Winterausführung erhältlich.
- Dazu wird ein hellblaues Hemd getragen. Das Hemd hat zwei Brusttaschen mit Knopfverschluss. Erhältlich ist es als Kurz- und Langarm. Zum Langarm-Hemd wird eine dunkelblaue Krawatte getragen, in welche das Polizei-Logo mit Schriftzug, Stern und Stauferlöwe gewebt wurden.
- Zur Uniform sind verschiedene Jacken erhältlich: eine dunkelblaue Strickjacke, eine dunkelblaue Windjacke, eine dunkelblaue Winterjacke oder eine dunkelblaue Regenjacke. Alle Jacken haben einen „Polizei“-Schriftzug auf Brust und Rücken.
- Witterungsabhängig kann anstatt bzw. zusätzlich zum Hemd ein hellblauer Rollkragenpullover zum Unterziehen getragen werden.
- Als Kopfbedeckung wird eine weiße, wasserabweisende Schirmmütze mit Oberstoffbiese am Deckelrand getragen.

### Sonderbekleidung
Beamte mit speziellen Aufgaben oder mit einem erhöhten Sicherheitsrisiko tragen eine auf ihren Aufgabenbereich abgestimmte Sonderbekleidung.

#### Motorradbekleidung
Für Motorradfahrer wird eine Textilkombination, die ganzjährig verwendbar ist, angeschafft. Als Regenschutz dient eine zusätzliche Kombination, die in Neongelb gefertigt wird. Aufgrund ihrer Farbe und des Reflexionsvermögens ist sie als Warnkleidung zertifiziert. Wie bisher wird auch ein weißes Barett mitgeführt.

#### Einsatzbekleidung
Als Einsatzbekleidung dient der Einsatzanzug, welcher aus einem Overall besteht. Bei diesem sind Oberteil und Hose mittels eines Reißverschlusses verbunden und können daher auch getrennt werden. Als Wetterschutz werden eine Regenjacke und eine Regenhose sowie ein sogenannter Thermo-Rolli als Kälteschutz ausgegeben.
Zum Einsatzanzug gehören jeweils ein blaues Poloshirt, eine dunkelblaue Funktionsmütze mit stabilem Schild und Steppstichen und ein dunkelblaues Barett mit Polizeistern.

#### Radfahrerbekleidung
Die Sonderbekleidung für Fahrradstreifen besteht aus einem mittelblauen Radtrikot mit zusätzlichen Weichprotektoren und längerem Rückenabschluss, einer mittelblauen Radhose und einem mittelblauen Windbreaker mit „Polizei“-Schriftzug auf Brust und Rücken. Es muss ein Fahrradhelm getragen werden.

#### Reiterbekleidung

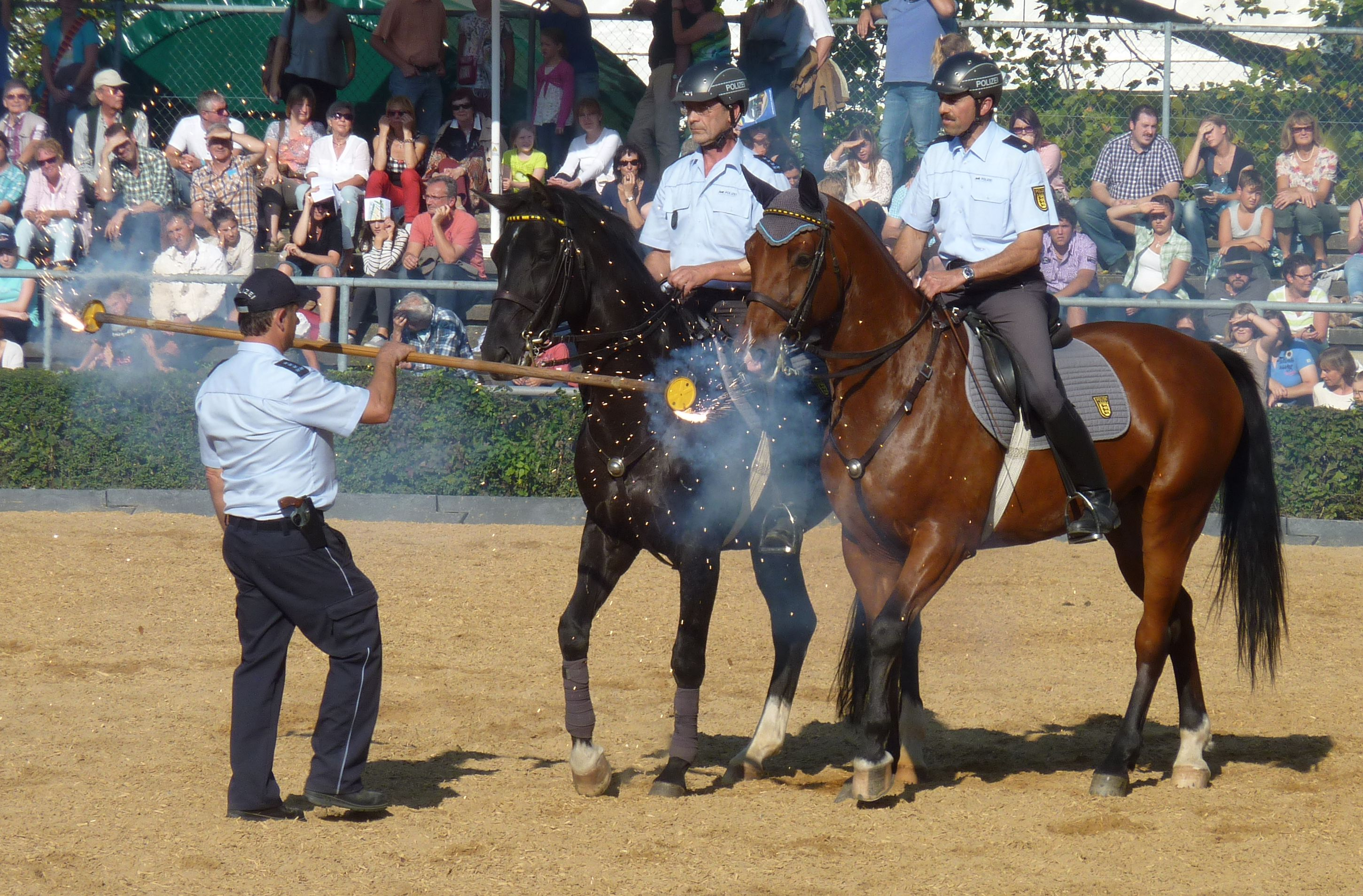
Vorführung der berittenen Polizei auf dem Landwirtschaftlichen Hauptfest 2014

Beamte der berittenen Polizei tragen eine dunkelblaue Reithose. Als Kopfbedeckung wird eine dunkelblaue Reitkappe verwendet. Witterungsabhängig kann ein Reitmantel mit reflektierenden Streifen und „Polizei“-Schriftzug getragen werden. Für Übungen u. Ä., nicht jedoch für den Außenauftritt, wird eine Reitweste beschafft.

#### Fliegerbekleidung
Hubschrauberbesatzungen tragen einen dunkelblauen Overall (Fliegerkombination).

#### Kleidung für Zivilkräfte
Für zivile Kräfte gibt es wie bisher auch, eine Weste, eine Jacke und eine sog. Identifikationsweste, die wie eine Warnweste gefertigt wird. Die vorhandenen maigrünen Armbinden mit weißer Schrift zur Kenntlichmachung werden ebenfalls weiter verwendet. Die Weste und Jacke werden aus blauem Stoff gefertigt.

#### Warnkleidung
Wie bisher gibt es eine neongelbe bzw. neonorange Warnweste mit reflektierenden Streifen und „Polizei“-Schriftzügen.

## Uniformmodell Bayern

### Geschichte und jetzige Situation
Die bayerische Uniform wurde in den 1970er Jahren nach Bundesstandard vereinheitlicht, nachdem sie verstaatlicht wurde. Bis dahin waren nur einzelne Verbände wie die Bereitschaftspolizei sowie die Landgendarmerie einheitlich uniformiert. Besonderheiten sind die Uniformen des Alpinzuges, die sich komplett von der normalen Uniform unterscheidet (Funktionskleidung, Oberteile und Mützen grün, Bergstiefel, Skikleidung). Bayern war die letzte Polizei in Deutschland, die noch die Uniform aus den 1970er Jahren trug. Einzelne Uniformstücke wurden in den letzten Jahren nicht mehr ausgegeben, zum Beispiel Pullunder (ohne jegliche Abzeichen), Rollkragenpullover, Winterstiefel, Sommerschuhe und Wintermütze mit Ohrenschützern (sogenannte Russenmütze). Neuerungen waren zum Beispiel Blouson, Anorak, Strickjacke, Cargohose, Wollmütze, Sportanzug (mehrmals), Krad-Anzug (von Leder auf Textil) und Uniformen für die geschlossenen Einheiten. Die Lederjacke wurde in den 1980er Jahren von einem zweireihigen mantelähnlichen Kleidungsstück zu einem Blouson mit verdeckter Knopfleisten umgeändert (jeweils schwarz).
Die jetzige Finanzierung ist folgendermaßen geregelt: Die Erstausstattung ist für Beamte kostenfrei. Reparaturen und Änderungen sind während der Ausbildung ebenfalls kostenfrei. Reinigungskosten sind stets selbst zu tragen. Mit Ernennung des Eingangsamtes müssen alle Ausgaben für die Uniformteile von den Beamten selbst bestritten werden. Hierzu wird ein monatlicher Dienstkleidungszuschuss von 22,50 Euro gewährt, sofern keine längere Abwesenheit vorliegt (zum Beispiel Mutterschutz, längere Krankheit, unbezahlter Urlaub). Vorgänger waren die Dienstkleidungskonten.

### Umstellung auf blaue Uniformen
Die Einführung der blauen Uniform in Bayern wurde mehrfach debattiert und mit dem Argument, dass man die Ausgaben für Sinnvolleres verwenden könne, abgelehnt. Erst 2013 wurde die Einführung befürwortet, dann bereits für 2015 geplant. Im Februar 2014 wurde die Einführung um ein Jahr verschoben. Von Mitte 2014 bis Ende 2014 fand ein Trageversuch mit Uniformteilen aus verschiedenen Schnitten und Materialien statt.
Das Auswahlverfahren wurde in zwei Gruppen unterteilt, die Teilnehmer am eigentlichen Auswahlverfahren und die Teilnehmer am Trageversuch. Die Teilnehmer am Auswahlverfahren hatten die Möglichkeit, mit einem speziellen Fragebogen aus dem bestehenden Uniformsortiment aller deutschen Bundesländer, der Bundespolizei und der Nachbarstaaten Österreich, Italien und der Schweiz Funktionalität, Passform, Schnitt und zeitgemäßes Design der Uniformen selbst genauer unter die Lupe zu nehmen.
Bei der Vorauswahl zur neuen Polizeiuniform in Bayern haben sich die Teilnehmer am Auswahlverfahren für das österreichische Uniformkonzept im Außendienst entschieden. Über zwei Drittel der Vortester entschieden sich für die österreichische Außendienst-Uniform, an zweiter Stelle folgt mit über 10 % das Uniform-Konzept aus Baden-Württemberg. Das bayerische Innenministerium erklärte im März 2015, dem Votum zu folgen.
Ab Dezember 2016 wurde die bayerische Polizei mit blauen Uniformen nach österreichischem Modell ausgestattet. Die Polizeiinspektionen Erlangen-Stadt und Sulzbach-Rosenberg wurden als erste Dienststellen vollständig mit Uniformen des neuen Modells eingekleidet.
Von März 2017 bis Ende August 2018 wurden alle weiteren bayerischen Polizeidienststellen sukzessive mit der neuen blauen Uniform ausgerüstet. Sonderkleidung für Radfahrer und alpine Einsatzgruppen befand sich noch in Testläufen. Bayern ist damit die letzte deutsche Polizei, die auf blaue Uniformen umgestellt hat. Seit dem 1. Februar 2019 dürfen uniformierte bayerische Polizisten ausschließlich die blaue Uniform verwenden.

### Gestaltung der blauen Uniformen

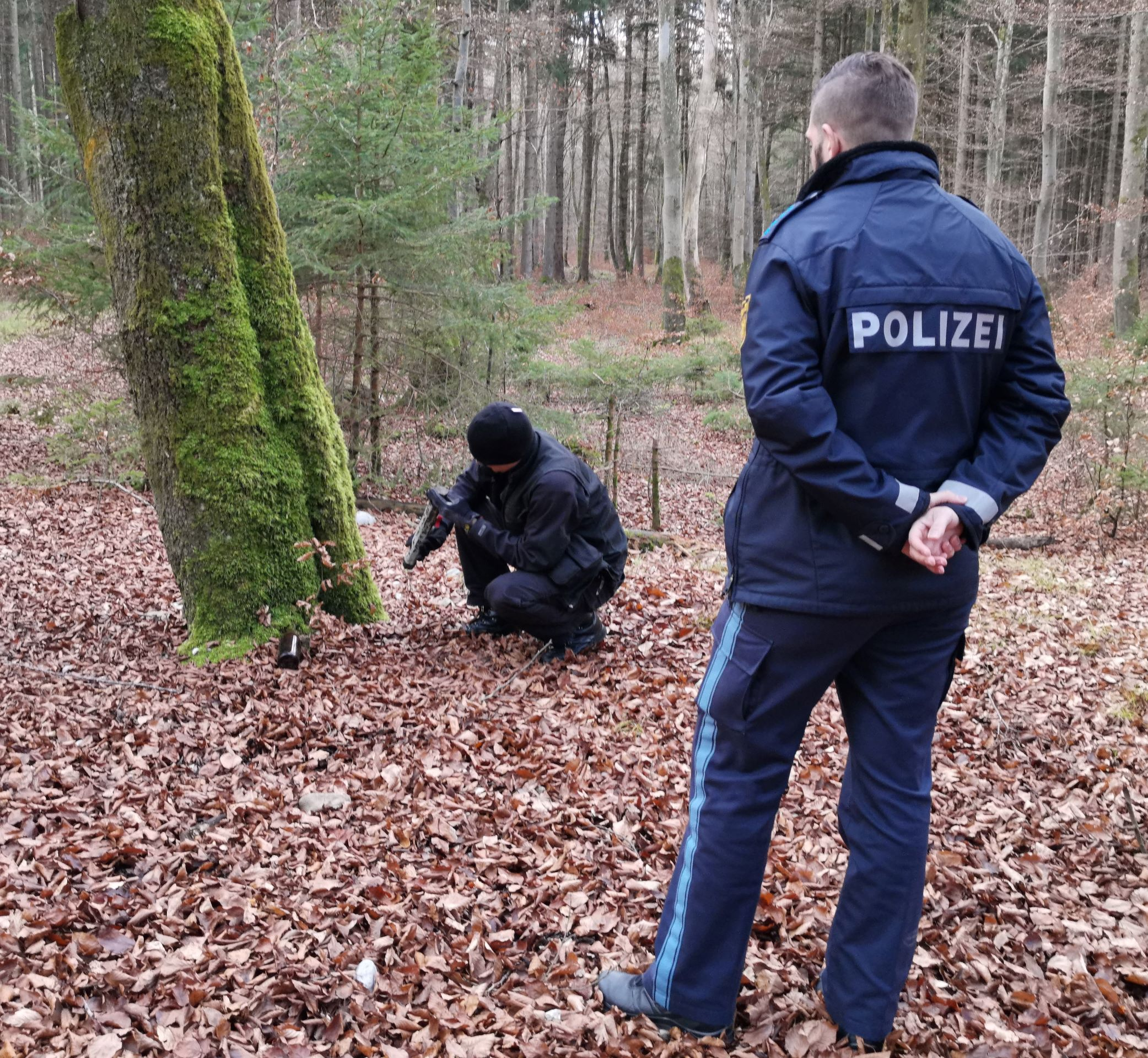
Bayerischer Polizeibeamter mit neuer blauer Uniform

Die Grundfarbe der neuen Uniformen ist dunkelblau mit goldenen Akzenten. So befindet sich an den neuen Dienstmützen ein goldener Streifen und die Mützenbänder sind ebenfalls golden eingefasst. Wie bereits bei den grünen Uniformen wird auf Kokarden an den Mützen verzichtet. Auf den Uniformoberteilen ist der Schriftzug POLIZEI in goldener Farbe aufgestickt. Hemden und Blusen gibt es in Dunkelblau und Weiß. Die neuen Uniformhosen besitzen hellblaue Lampassen, deren Gestaltung sich an den bayerischen Verdienstorden anlehnt. Die Lederblousons aus der bisherigen Uniform können umgerüstet (Austausch der grünen Schulter- und Hoheitsabzeichen) weiterverwendet werden. Wie üblich gibt es verschiedene Uniformvarianten für Innendienst, repräsentativen Außendienst und Außendienst.

## Uniformmodell Brandenburg

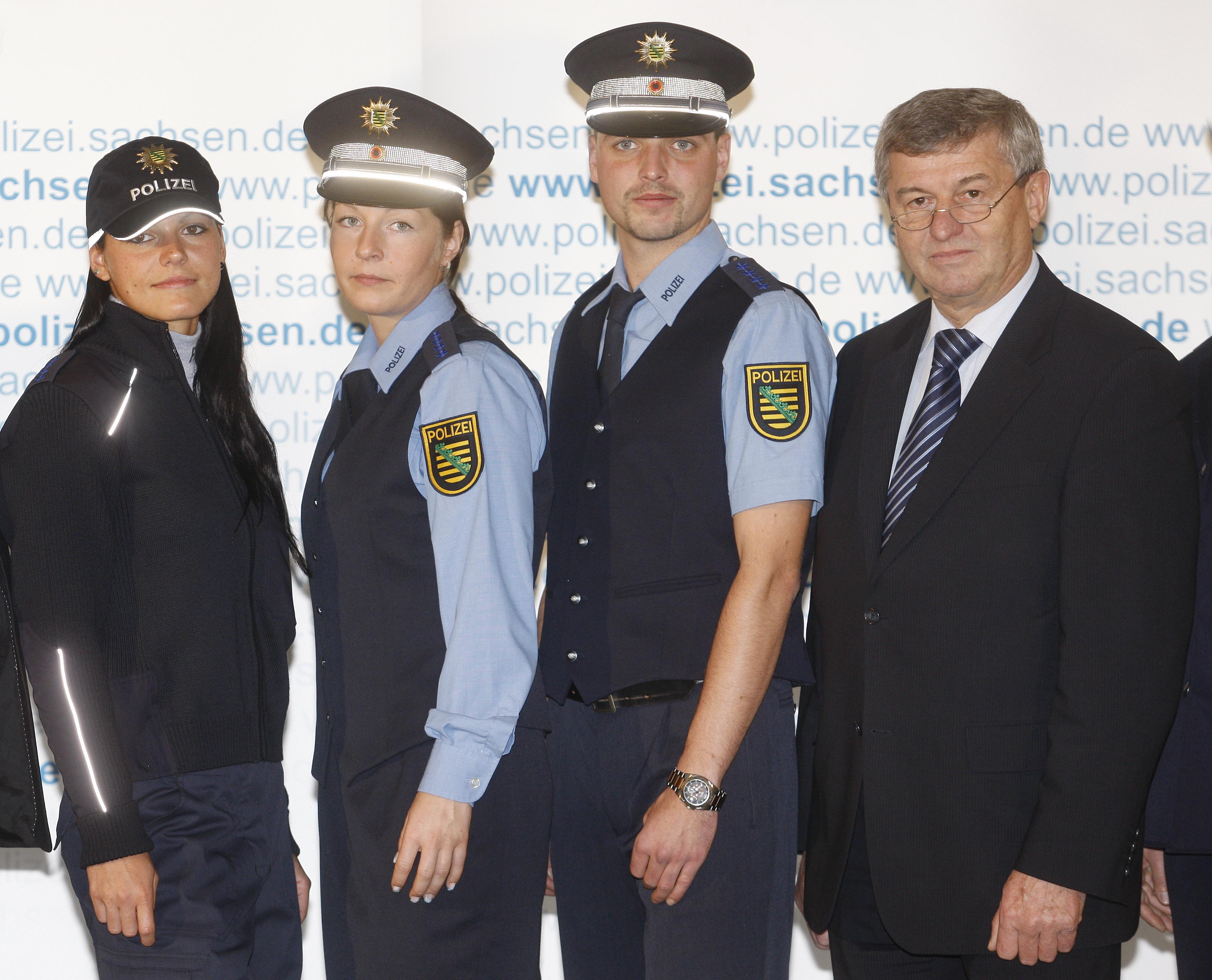
Vorstellung des neuen blauen Uniformmodells mit dem sächsischen Staatsminister des Inneren

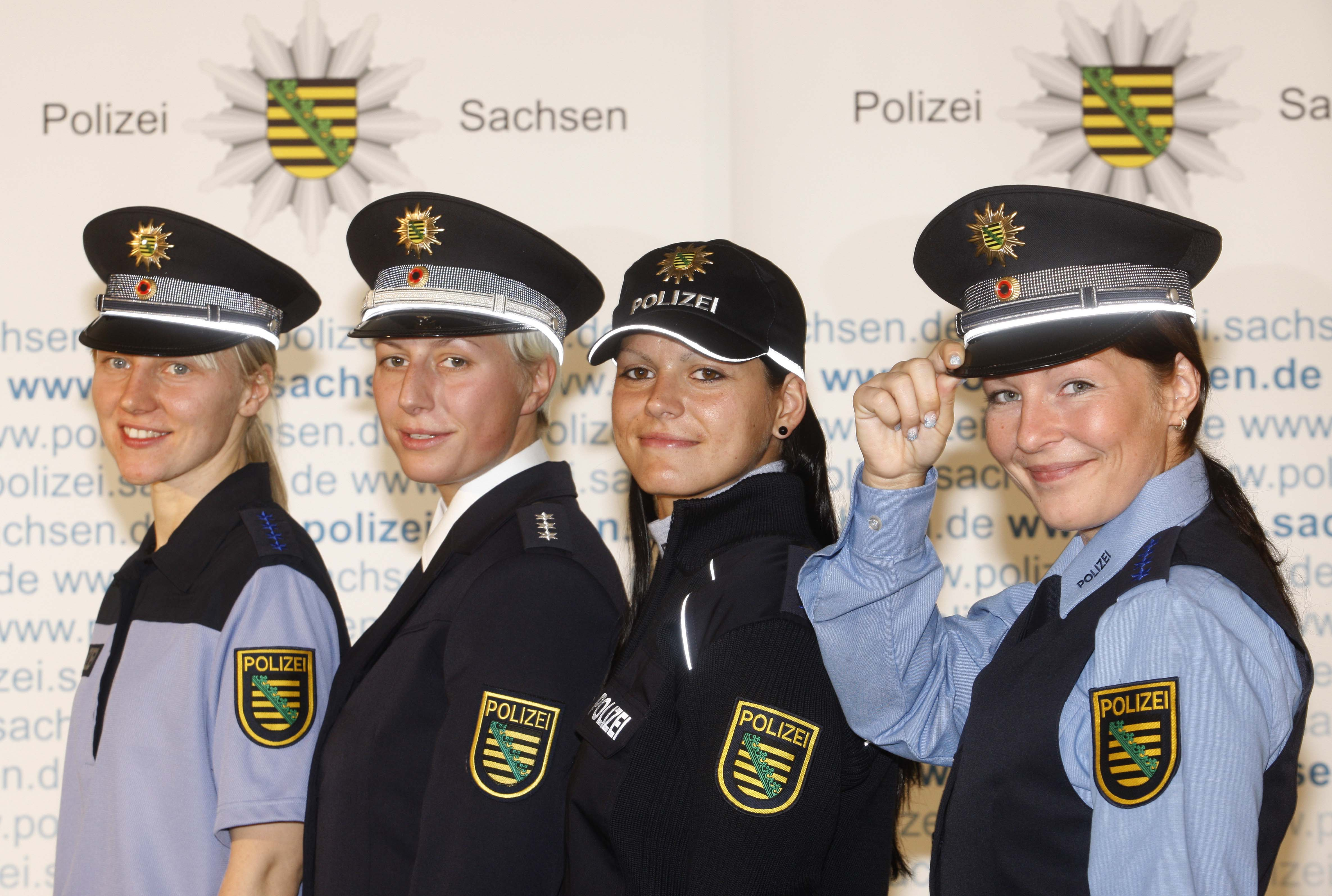
Vorstellung des neuen blauen Uniformmodells

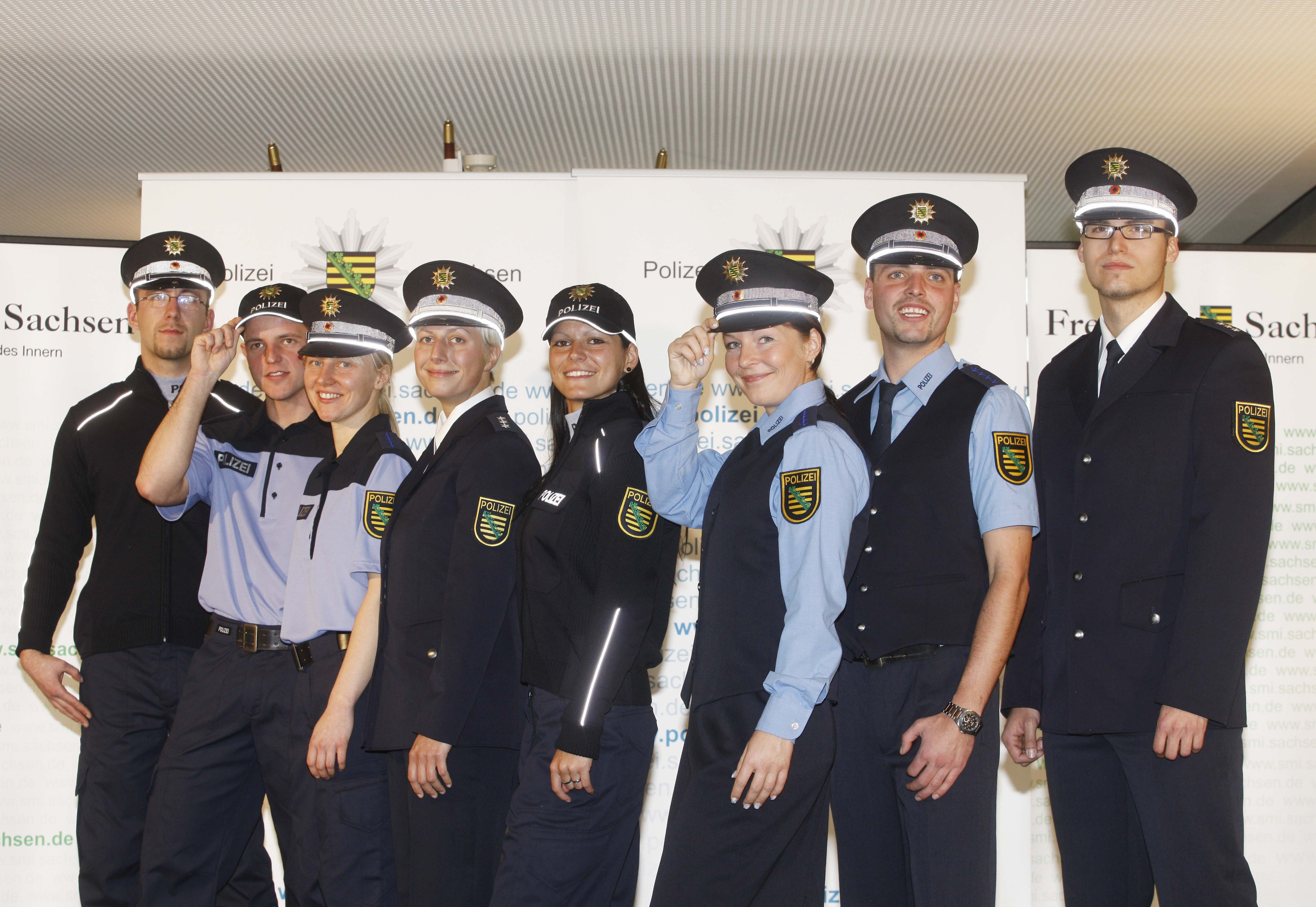
Vorstellung des neuen blauen Uniformmodells

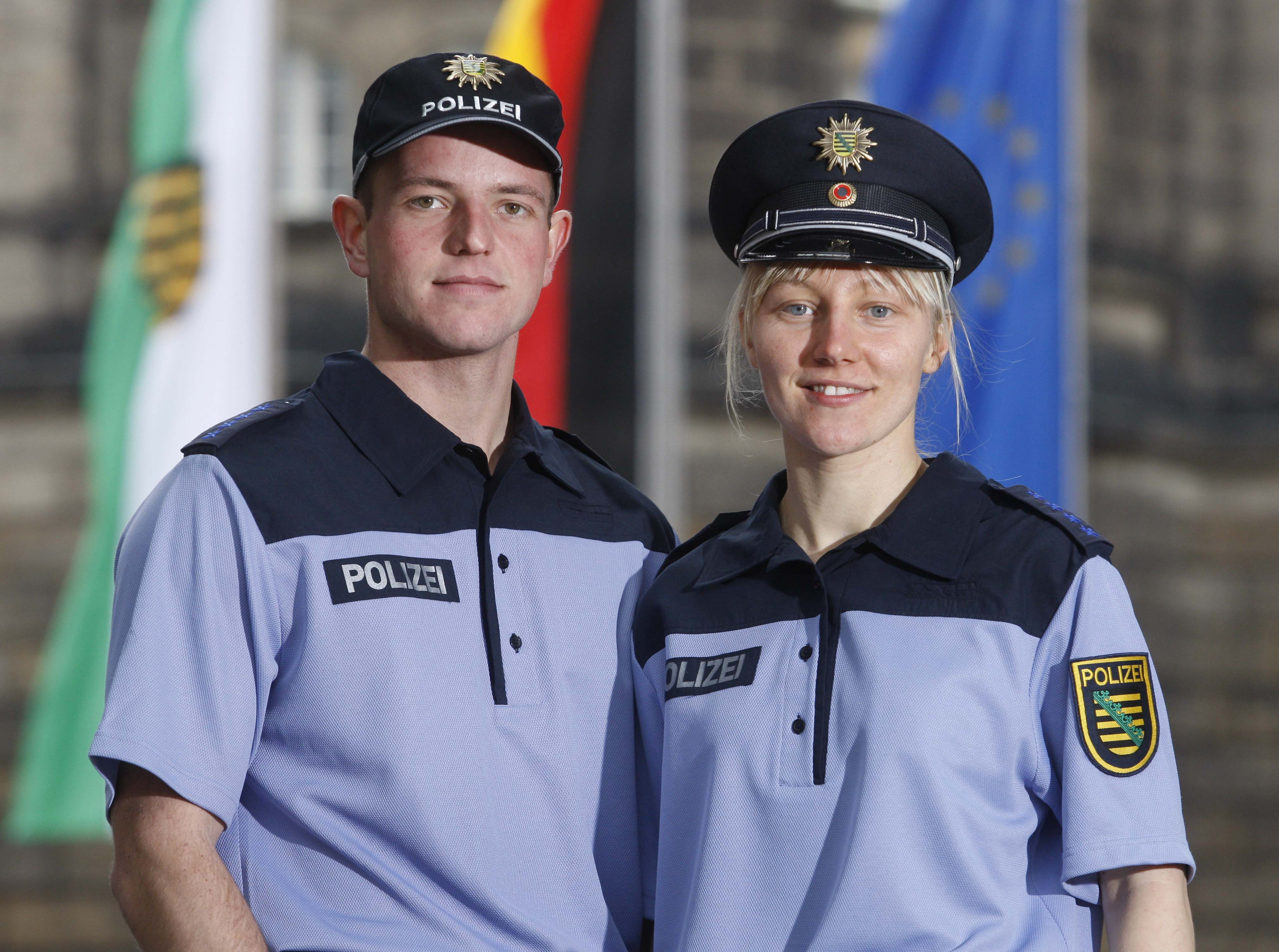
Vorstellung des neuen blauen Uniformmodells

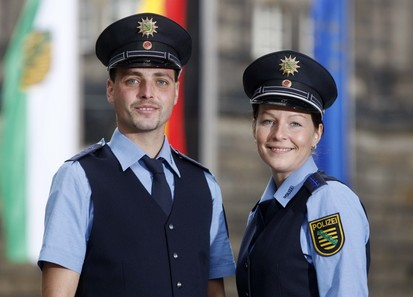
Vorstellung des neuen blauen Uniformmodells

Das Uniformmodell Brandenburg ist das neue blaue Uniformmodell, das die Polizeien der Länder Berlin (seit dem Jahr 2010), Brandenburg (seit dem Jahr 2008) und Sachsen (seit dem Jahr 2009) tragen. Es besteht aus folgenden Uniformen
- Standarduniform
- Sonderbekleidung
  - Kradlederkombi
  - Einsatzanzug
  - Kleidung für Zivilkräfte

Die Twinjacke, die Softshelljacke, der Stricktroyer, die Strickjacke, das Poloshirt, das Hemd, der Blazer und der Einsatzanzug haben jeweils auf dem linken Oberarm das Hoheitsabzeichen, welches das aus Garn gestickte jeweilige Landeswappen auf blauem Untergrund mit ebenfalls goldfarbener oder weißer, gestickter Schrift aufweist.
Die Kradlederkombi hat auf der linken Brustseite das Hoheitsabzeichen.
Die Uniformen wurden in zwei Schnittvarianten für Männer und Frauen entworfen.

### Standarduniform
Es gibt drei verschiedene Jacken, die dunkelblaue und wetterfeste Twinjacke mit Pistolendurchgriff und diversen Taschen sowie mit „Polizei“-Schriftzug auf Brust und Rücken, die dunkelblaue, einzippbare Fleece-Innenjacke für kalte Tage, die dunkelblaue Softshelljacke aus robustem Obermaterial mit diversen Taschen und Pistolendurchgriff und mit „Polizei“-Schriftzug auf Brust und Rücken, den dunkelblauen Stricktroyer aus wärmendem Wollgemisch und eine dunkelblaue Strickjacke aus wärmendem Wollgemisch mit Gewebeverstärkungen an stark beanspruchten Stellen.
- Die dunkelblaue Funktionshose gibt es in Sommer- und Winterausführung.
- Das hellblaue Diensthemd, das aus bioaktiven Fasern gefertigt ist, hat eine weite Passform. Es hat zwei Brusttaschen und ist als Kurz- und Langarm erhältlich.
- Das hellblaue Poloshirt hat einen abriebfesten Kragen und eine weite Passform. Dieses wurde inzwischen durch ein dunkelblaues Poloshirt ersetzt.
- Es gibt einen dunkelblauen Sakko und einen dunkelblauen Blazer in klassischer Modegestaltung.
- Im Gegensatz zur Funktionshose ist die dunkelblaue Kombihose, die aus leichtem Material gefertigt ist, klassisch gestaltet. Für Damen gibt es zudem einen dunkelblauen, klassisch gestalteten Damenrock.
- Als Kopfbedeckung kann man zwischen einer dunkelblauen Schirmmütze (oval oder achteckig), einer dunkelblauen Sommerkappe, einer dunkelblauen Winterkappe, einer dunkelblauen Strickmütze und einem dunkelblauen Stirnband (nur für Frauen) wählen.

### Sonderbekleidung
Beamte mit speziellen Aufgaben oder mit einem erhöhten Sicherheitsrisiko tragen eine auf ihren Aufgabenbereich abgestimmte Sonderbekleidung.

#### Kradlederkombi
Die blaue, zweiteilige Kradlederkombi mit einknöpfbarem Futter besteht aus einem starken und atmungsaktiven Material und hat breite reflektierende Seitenstreifen und jeweils einen reflektierenden „Polizei“-Schriftzug auf Brust und Rücken.
Zusätzlich gibt es ein weißes Barett, das vorne einen Polizeistern trägt. Dieser ist entweder aufgedruckt oder als Metallversion angesteckt. Das Barett wird getragen, wenn der Helm abgelegt wird.

#### Einsatzanzug
Der einteilige Einsatzanzug besteht aus einem schwerentflammbaren, wasserabweisenden und chemikalienbeständigen Material. Er ist mit und ohne „Polizei“-Schriftzug erhältlich. Den Einsatzanzug gibt es in den Farben grau, mittelblau, dunkelblau und schwarz. Der mittelblaue und dunkelblaue Einsatzanzug ist für normale Einsatzeinheiten gedacht, während der schwarze für Einheiten mit speziellen Aufgaben, wie zum Beispiel die Festnahmeeinheit, vorgesehen ist.
Zum Einsatzanzug gibt es ein T-Shirt, mit „Polizei“-Schriftzug auf Brust und Rücken, das in den Farben mittelblau und dunkelblau erhältlich ist. Aktuell ist als Kopfbedeckung ein Baseballcap mit „Polizei“-Schriftzug vorne, das in den Farben dunkelblau erhältlich war. Mit Wirkung vom 19. April 2021 wurde das Einsatz-Basecap durch ein dunkelblaues Barett ersetzt. Gleichzeitig wurde dem Streifendienst das Tragen des Basecaps untersagt.

#### Kleidung für Zivilkräfte
Für zivile Kräfte gibt es wie bisher auch schwarze Westen oder schwarze Jacken mit „Polizei“-Schriftzügen. Auch weiterhin gibt es schwarze und weiße Armbinden mit „Polizei“-Schriftzug zur Kenntlichmachung.

## Uniformmodell Hamburg

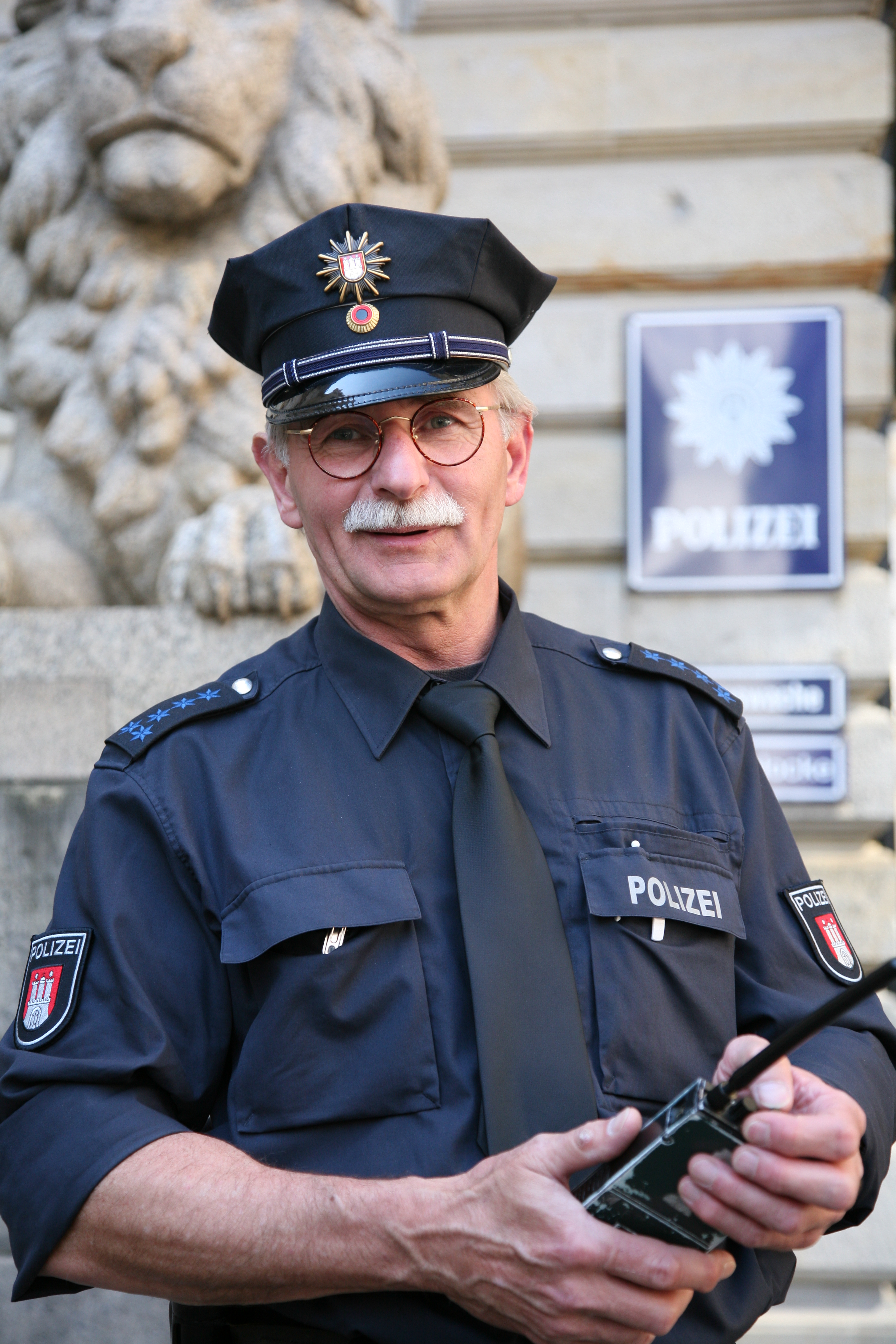
Polizeihauptmeister in der blauen Uniform

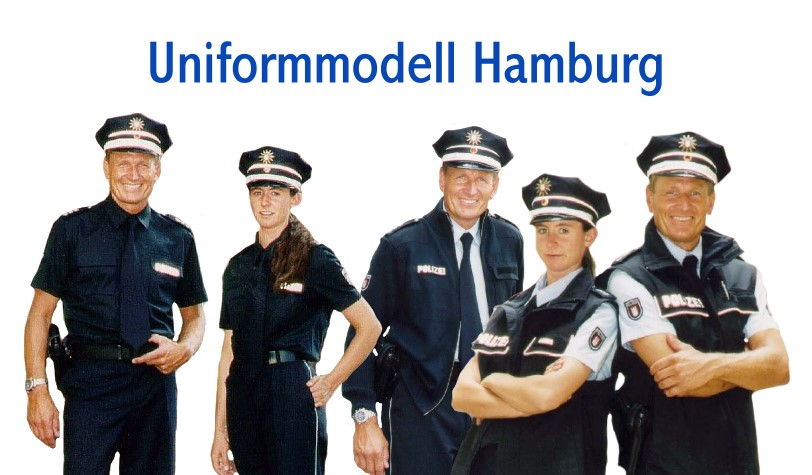
Vorstellung des neuen blauen Uniformmodells, hier noch mit hellblauen Hemden (rechts), die aber nicht übernommen wurden

Das Uniformmodell Hamburg ist das neue blaue (offizielle Bezeichnung des Farbtons: mitternachtsblau) Uniformmodell, das die Polizeien der Länder Bremen (seit dem Jahr 2006), Hamburg (seit Ende 2004/Anfang 2005), Mecklenburg-Vorpommern (seit dem Jahr 2009), Niedersachsen (seit dem Jahr 2006), Schleswig-Holstein (seit dem Jahr 2006) und Thüringen (seit Oktober 2019) tragen.
Es besteht aus folgenden Uniformen
- Standarduniform
- Sonderbekleidung
  - Motorradbekleidung
  - Einsatzanzug
  - Uniform für Fahrradstreifen
  - Warnkleidung

Die Tuchjacke, das Hemd, die Strickjacke, der Strickpullover, die Multifunktionsjacke, der Regenmantel, der Einsatzanzug, der Windbreaker und die Warnjacke haben jeweils auf beiden Oberarmen das Hoheitsabzeichen, welches das aus Garn gestickte jeweilige Landeswappen auf blauem Untergrund mit ebenfalls hellgrauer, gestickter Schrift aufweist.
Bei den schwarzen Lederjacken und den braun-/beigefarbenen leichten Einsatzanzügen kann das Hoheitsabzeichen entweder nur auf dem linken Oberarm oder auf beiden Oberarmen angebracht sein.
Das Radtrikot hat auf der linken Brustseite das Hoheitsabzeichen.
Die Uniformen wurden in zwei Schnittvarianten für Männer und Frauen entworfen.

### Standarduniform
Der dunkelblaue Blazer (Damen) bzw. das dunkelblaue Sakko (Herren) mit Waffentauglichkeitsschnitt hat je vier Silberknöpfe an beiden mit silbergrauer Biese abgesetzten Ärmelschlitzen. Sie wird jedoch nicht im alltäglichen Dienst genutzt. Da sie lediglich zu repräsentativen Anlässen getragen wird, gehört sie auch nicht zur Standardauslieferung der Beamten.
- Die dazugehörige dunkelblaue Hose hat eine silbergraue Biese in den Seitennähten.
- Es gibt zwei verschiedene Hosen für den Außendienst. Die dunkelblaue Chino-Hose aus leichtem Stoff und die dunkelblaue Einsatzhose mit Cargo-Taschen. Beide Hosen haben eine silbergraue Biese in den Seitennähten.
- Das Hemd aus Baumwolle und mit zwei aufgesetzten Pattentaschen ist als Kurz- und Langarm in den Farben weiß und dunkelblau erhältlich.
- Daneben gibt es einen dunkelblauen Strickpullover mit rundem Hals und „Polizei“-Schriftzug auf der Brust.
- Das im Trageversuch erprobte dunkelblaue Poloshirt aus Baumwolle mit Knöpfen und „Polizei“-Schriftzug auf der Brust wurde nicht eingeführt. Zwischenzeitlich ist ein Poloshirt mit Klettverschluss (vorrangig als Unterziehbekleidung unter der ballistischen Schutzweste mit Außentragehülle) verfügbar (weiß für die Wasserschutzpolizei, dunkelblau für die übrigen uniformtragenden Bereiche).
- Das T-Shirt ist zum Unterziehen, aber auch als Sportbekleidung oder als Ausrüstung für ein geschlossenes Auftreten geeignet. Es ist in der Farbe schwarz, mit und ohne „Polizei“-Schriftzug erhältlich.
- Es gibt drei verschiedene Jacken, eine dunkelblaue Strickjacke mit Reißverschluss und hohem Stehkragen, eine dunkelblaue Multifunktionsjacke mit abnehmbaren Ärmeln und „Polizei“-Schriftzug auf Brust und Rücken sowie ein dunkelblauer Regenmantel mit extra Reflexstreifen und „Polizei“-Schriftzug auf Brust und Rücken. Daneben gibt es auch weiterhin die schwarzen Lederjacken, die bei den Beamten wegen des hohen Schlagschutzes sehr beliebt sind.
- Die dunkelblaue Krawatte wird meistens zum langarmigen Hemd getragen. Sie kann selbstverständlich auch zum kurzarmigen Hemd getragen werden.
- Die Einsatzweste weist große neon-gelbe Flächen und Streifen im Battenberg-Muster auf.[27]

### Sonderbekleidung
Beamte mit speziellen Aufgaben oder mit einem erhöhten Sicherheitsrisiko tragen eine auf ihren Aufgabenbereich abgestimmte Sonderbekleidung.

#### Motorradbekleidung
Die blaue Motorradbekleidung ist zweiteilig und besteht aus Motorradjacke und -hose. Sie ist aus dem Material Cordura gefertigt und verfügt über seitlich sowie nach vorne und hinten reflektierende Streifen. Auf Brust und Rücken ist jeweils ein reflektierender „Polizei“-Schriftzug angebracht.

#### Einsatzanzug
Der blaue Einsatzanzug besteht aus einem schwer entflammbaren, wasserabweisenden und chemikalienbeständigen Material. Der Einsatzanzug ist mit und ohne „Polizei“-Schriftzug erhältlich. Zum Einsatzanzug ist eine spezielle Regenjacke, mit Polizei-Schriftzug auf Brust und Rücken, erhältlich.
Als Kopfbedeckung wird ein schwarzes Baseballcap, mit „Polizei“-Schriftzug vorne und hinten, getragen.

#### Uniform für Fahrradstreifen
Die Uniform für Fahrradstreifen besteht aus einem blauen Radtrikot, einer blauen Radhose und einem blauen Windbreaker mit „Polizei“-Schriftzug auf Brust und Rücken. Zusätzlich ist eine blaue Regenhose mit reflektierenden Streifen erhältlich.

#### Warnkleidung
Die Warnjacken haben eine neongrüne/neongelbe Grundfarbe und haben retroreflektierenden Streifen. Die „Polizei“-Schriftzüge sind auf blauem Untergrund. Diese neu entwickelten Warnjacken sind nach dem britischen Modell entworfen worden.
Die Warnwesten mit retroreflektierenden Streifen und „Polizei“-Schriftzügen werden jedoch weiterhin in der Farbe neongrün/neongelb gehalten.

### Optional
Optional sind schwarze Lederhosen mit und ohne reflektierenden Streifen erhältlich. Diese sind insbesondere für Hundeführer gedacht.
Teilweise darf auch weiterhin der braun-/beigefarbene leichte Einsatzanzug getragen werden. Dieser wird speziell bei Schwerlastverkehrskontrollen und Nachtdiensten in den Ländern Bremen, Mecklenburg-Vorpommern, Niedersachsen und Schleswig-Holstein getragen.

### Weitere Nutzer im Ausland
Das Hamburger Uniformmodell wird auch im Ausland verwendet, auch die Stadtpolizei Baden in Österreich verwendet dieses Modell seit 2007, jedoch mit den lokalen Dienstgradabzeichen.

## Uniformmodell Hessen

Neues blaues Hoheitsabzeichen der Polizei Hessen

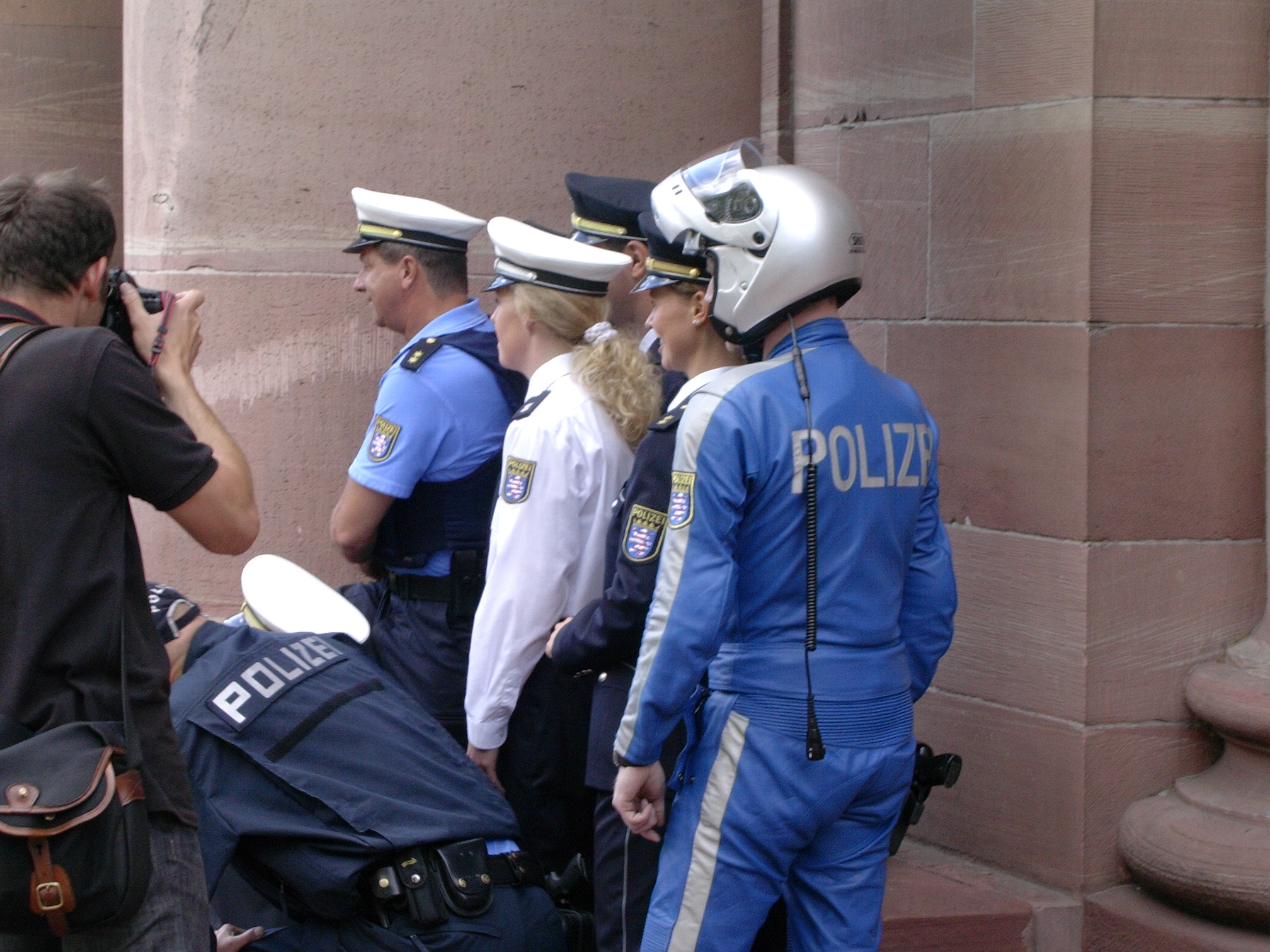
Vorstellung des neuen blauen Uniformmodells

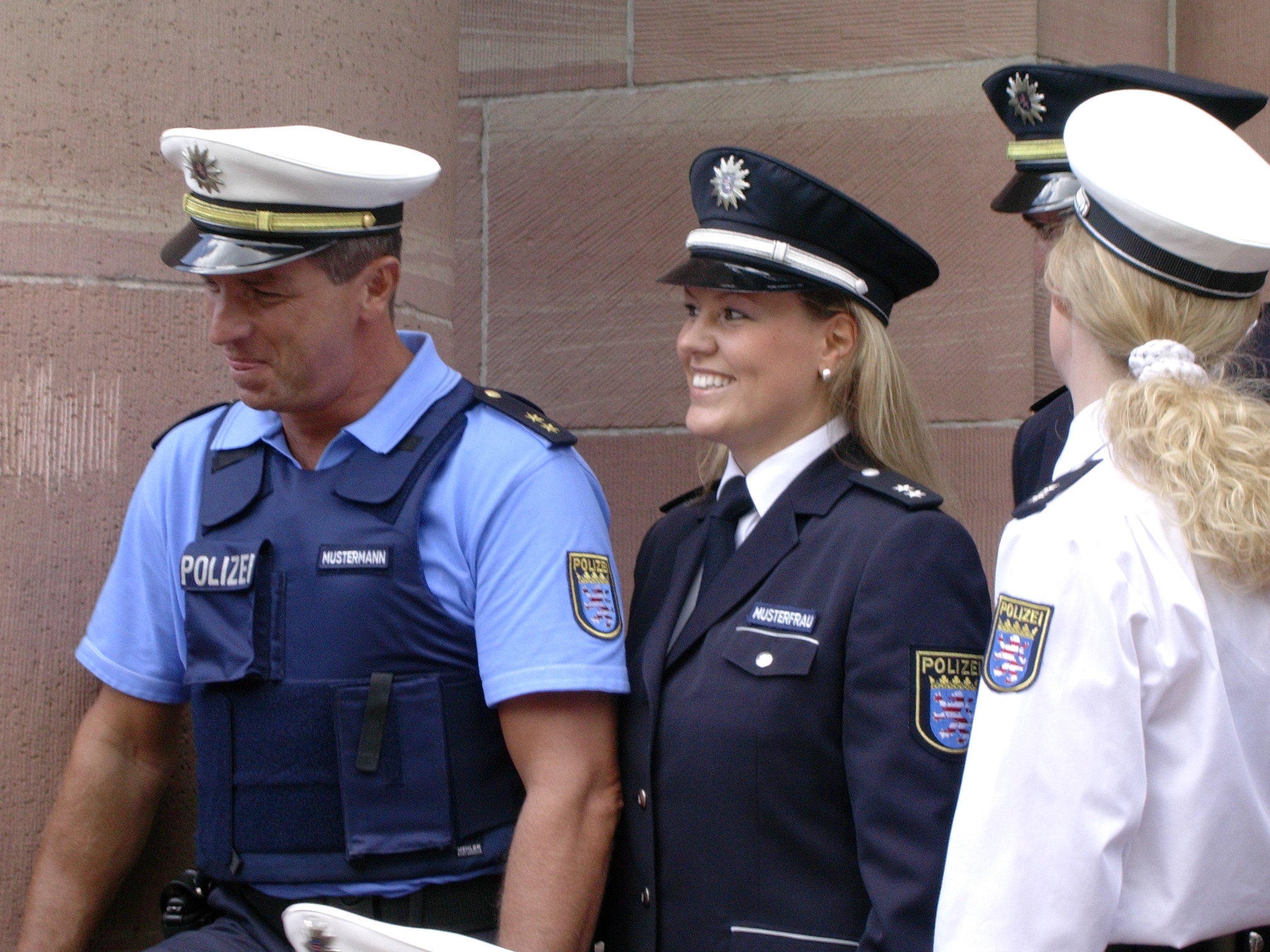
Vorstellung des neuen blauen Uniformmodells

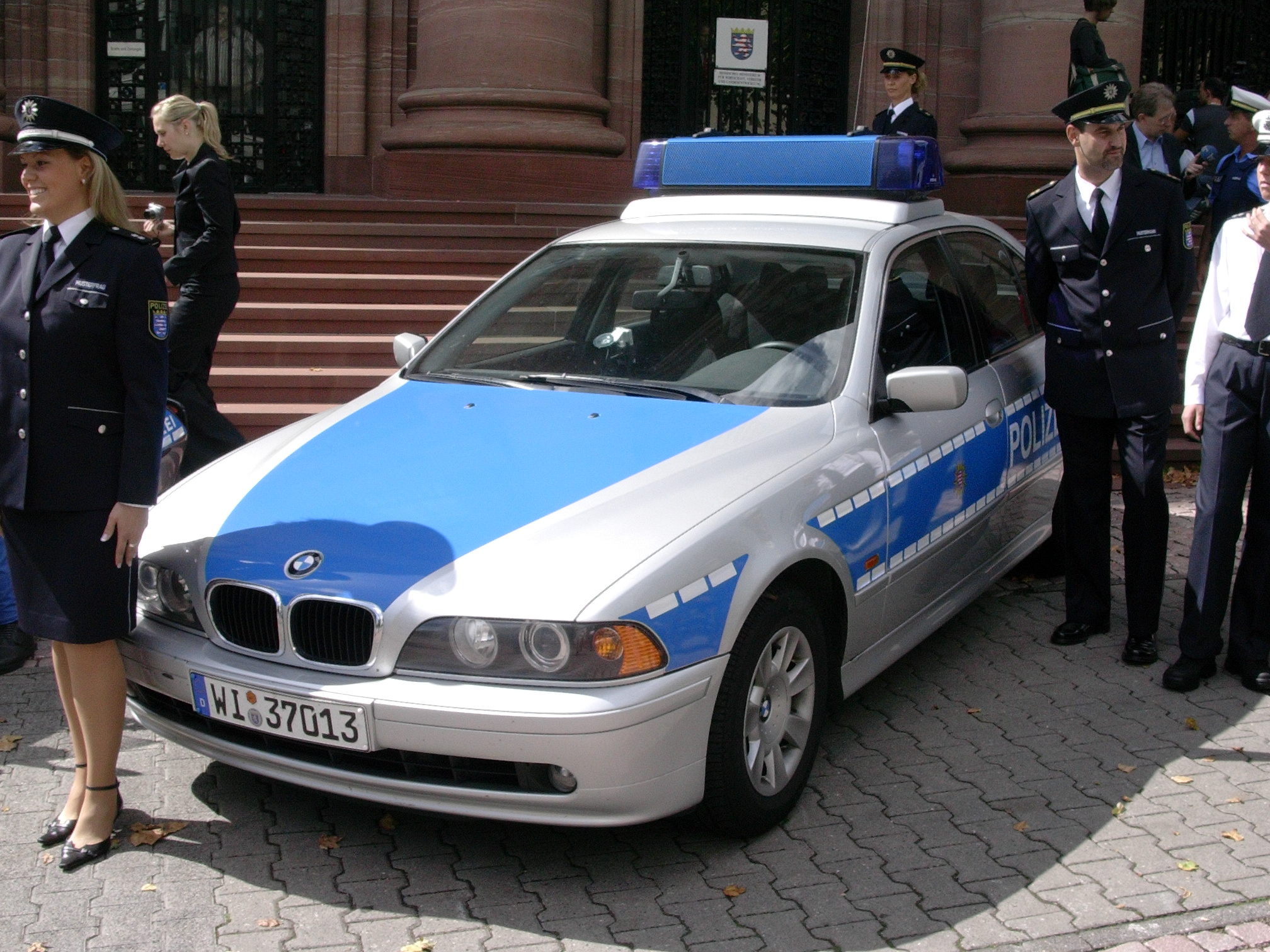
Vorstellung des neuen blauen Uniformmodells

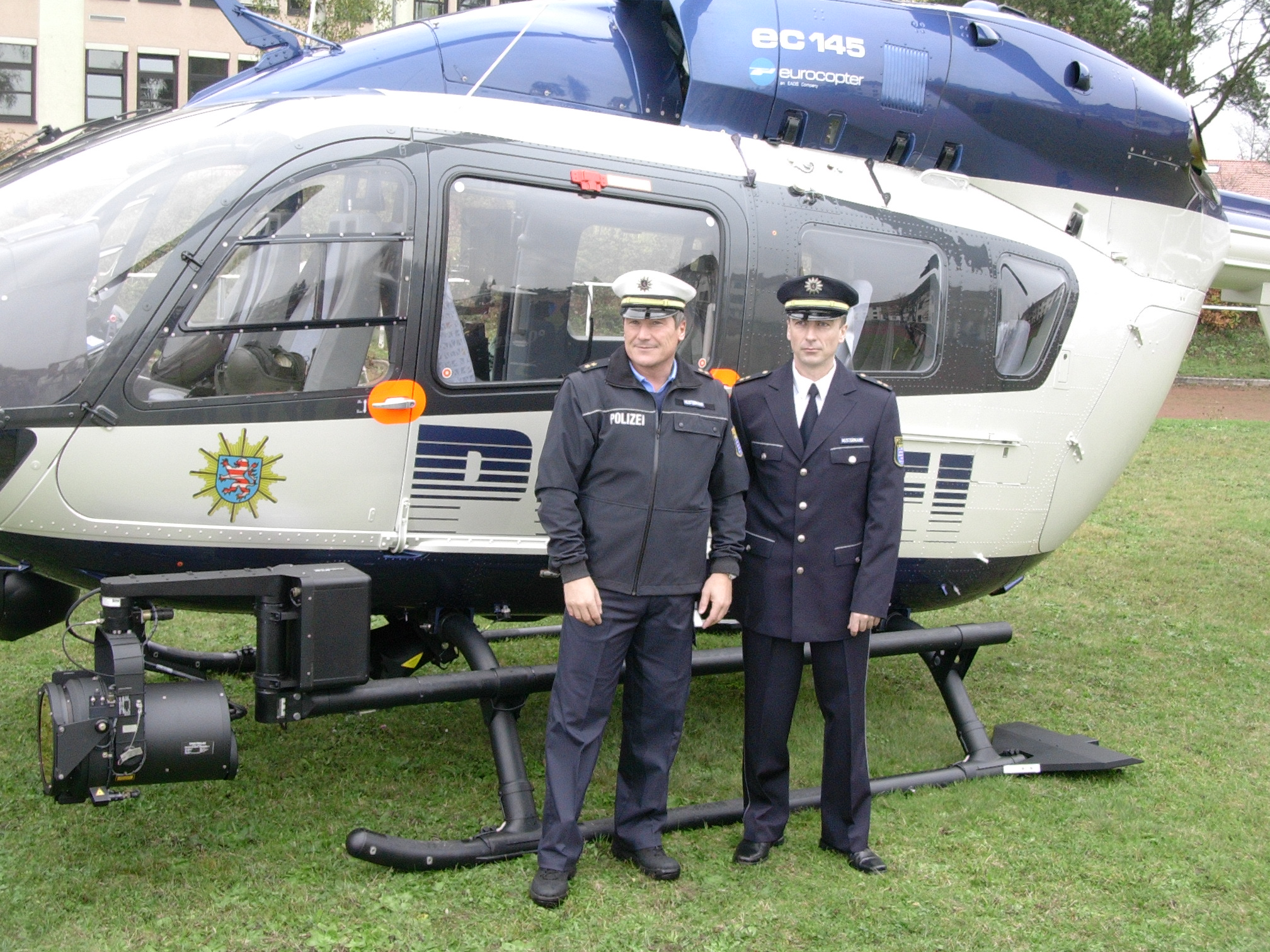
Vorstellung des neuen blauen Uniformmodells

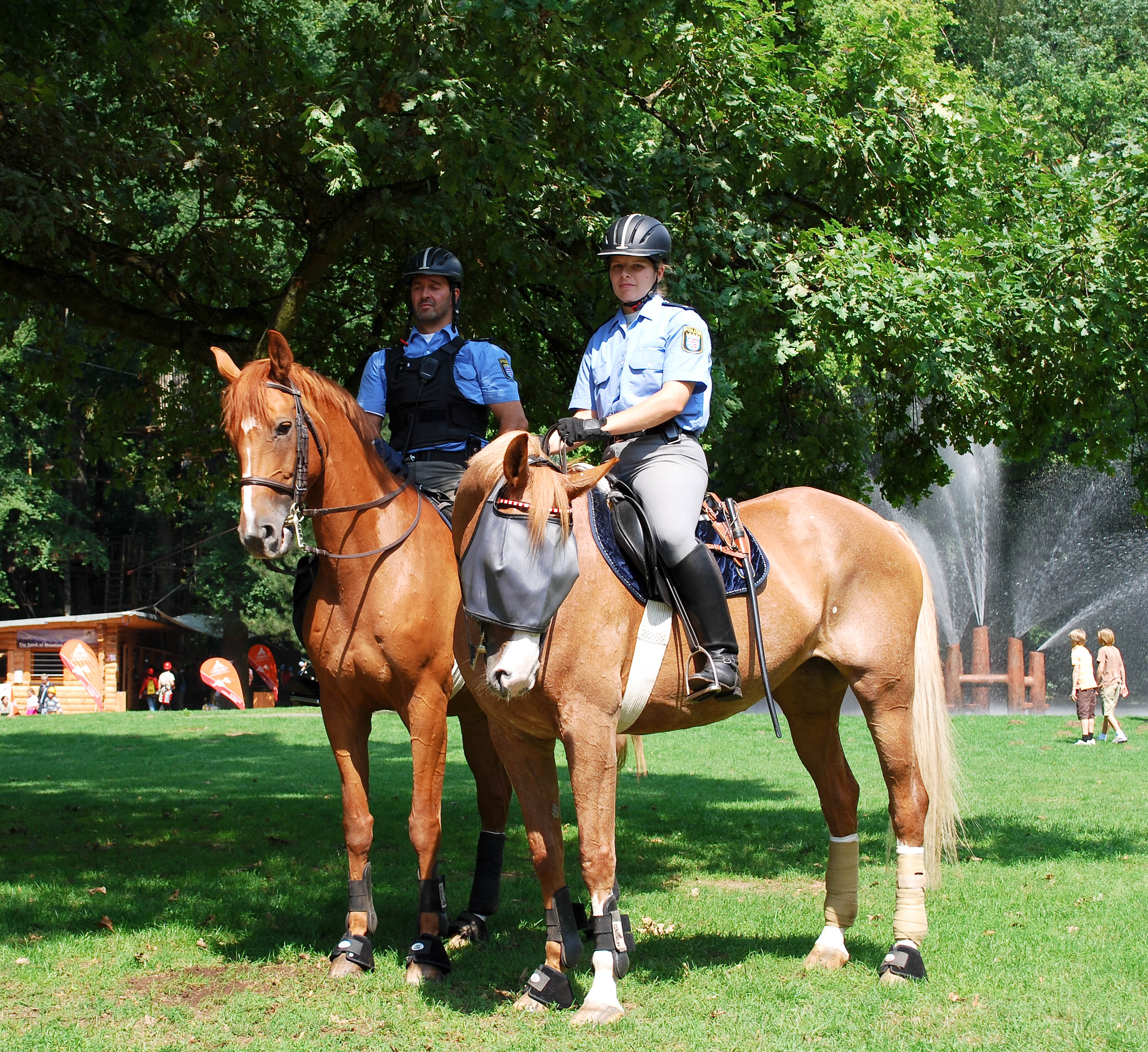
Berittene Polizei in Hessen

Das Uniformmodell Hessen ist das neue blaue Uniformmodell, das die Polizeien der Länder Hessen (seit Ende 2007), Rheinland-Pfalz (seit dem Jahr 2008), Thüringen (seit dem Jahr 2009 bis Ende 2022) und Saarland (seit Herbst 2015) tragen. Es besteht aus folgenden Uniformen:
- Uniform für den Innendienst und repräsentativen Außendienst
- Uniform für den Außendienst
- Sonderbekleidung
  - Kradlederkombi
  - Einsatzanzug
  - Uniform für Hubschrauberbesatzungen
  - Kleidung für Zivilkräfte
  - Warnkleidung

Das Hemd, die Tuchjacke, das Poloshirt, der Stehkragenpullover, die Fleecejacke, der Anorak, der Windbreaker, die Regenjacke, die Lederjacke, das Kradlederkombi, der Einsatzanzug, der Overall für Hubschrauberbesatzungen, die Warnjacke und der leichte Einsatzanzug haben jeweils auf dem linken Oberarm das Hoheitsabzeichen, welches das aus Garn gestickte jeweilige Landeswappen auf blauem Untergrund mit ebenfalls goldfarbener, gestickter Schrift aufweist.
- Bei den blauen Strickjacken kann das Hoheitsabzeichen entweder auf dem linken Oberarm oder auf der linken Brustseite angebracht sein.
- Bei den neuen blauen Erkennungswesten kann das Hoheitsabzeichen auf der linken Brustseite angebracht sein.
- Die Uniformen wurden in zwei Schnittvarianten für Männer und Frauen entworfen.

### Uniform für den Innendienst und repräsentativen Außendienst
Die dunkelblaue Gürtelhose ohne Bundfalte, mit silbergrauer Biese in den Seitennähten ist im Schnitt für Damen bzw. Herren erhältlich. Optional gibt es für Damen dazu einen dunkelblauen Etuirock mit Gehschlitz und silbergrauer Biese in den Seitennähten.
- Das Hemd besteht aus einem Baumwollmischgewebe und hat zwei aufgesetzte Pattentaschen mit Klettverschluss. Erhältlich ist es als Kurz- und Langarm in den Farben Weiß und Mittelblau.
- Zusätzlich gibt es eine dunkelblaue Strickjacke mit Gewebeverstärkungen an stark beanspruchten Stellen.
- Die dunkelblaue Tuchjacke mit Waffentauglichkeitsschnitt hat je vier Silberknöpfe an beiden mit silbergrauer Biese abgesetzten Ärmelschlitzen. Alle Silberknöpfe haben eine Polizeisternprägung. Sie ist ebenfalls im Schnitt für Damen bzw. Herren erhältlich.
- Als Kopfbedeckung dient eine flach geschnittene und wasserabweisende Mütze mit Oberstoffbiese am Deckelrand. Sie ist in den Farben Dunkelblau und Weiß erhältlich. Die Mütze trägt – im Gegensatz etwa zur vorherigen Uniform in Moosgrün / Beige und der aktuellen Uniform der Polizei Nordrhein-Westfalen – lediglich einen Polizeistern und keine zusätzliche schwarz-rot-goldene Kokarde.
- Der Damenschuh aus schwarzem, wasserabweisendem, weichen Leder hat einen erhöhten Absatz.
- Die dunkelblaue Krawatte gibt es als klassischen Umhänger oder als Clip-Version.

### Uniform für den Außendienst
Die dunkelblaue Streifendiensthose aus elastischem Baumwollmischgewebe hat einen sportlichen Schnitt und Taschen mit abgedeckten Reißverschlüssen sowie Cargotaschen. Sie ist in Sommer- und Winterausführung erhältlich.
Das Hemd besteht aus einem Baumwollmischgewebe und hat zwei aufgesetzte Plattentaschen mit Klettverschluss. Erhältlich ist es als Kurz- und Langarm in den Farben weiß und mittelblau.
Zusätzlich gibt es ein mittelblaues Polohemd aus Baumwolle mit kleinen Knöpfen und verstärktem Kragen sowie mit „Polizei“-Schriftzug auf rechter Brustseite.
Der im Trageversuch erprobte dunkelblaue Stehkragenpullover (Turtleneck) mit „Polizei“-Schriftzug am Hals wurde nicht eingeführt. Dieser war jeweils als Kurz- und Langarm erhältlich und wurde nur unter der „Taktischen Hülle“ getragen.
Optional gibt es auch eine dunkelblaue Fleecejacke und eine dunkelblaue Strickjacke mit Gewebeverstärkungen an stark beanspruchten Stellen. Für die kälteren Tage gibt es einen mittelblauen Unterziehrolli und ein mittelblaues Sweatshirt.
Es gibt vier verschiedene Jacken. Einmal den dunkelblauen Anorak aus wind- und wasserdichtem Zweilagenlaminat und mit breiter silbergrauer reflektierender Biese und weiteren ausklappbaren Reflektoren an Ärmel und Saum. Auf der rechten Brustseite und auf dem Rücken befindet sich ein „Polizei“-Schriftzug. Daneben gibt es den dunkelblauen Windbreaker mit abnehmbaren Ärmeln aus einem Dreilagenlaminat und mit zwei Einschubtaschen sowie mit verlängertem Rückenteil. Auf der rechten Brustseite und auf dem Rücken befindet sich ein „Polizei“-Schriftzug. Die dunkelblaue Regenjacke hat sehr breite retroreflektierende Streifen an Ärmel und Saum. Auch hier befindet sich auf der rechten Brustseite und auf dem Rücken ein „Polizei“-Schriftzug. Daneben gibt es auch weiterhin die schwarzen Lederjacken, die bei den Beamten wegen des hohen Schlagschutzes sehr beliebt sind.
Als Kopfbedeckung gibt es zum einen eine dunkelblaue Baseballcap mit stabilem Schild und Steppstichen sowie mit Reflexstreifen und „Polizei“-Schriftzug vorne und hinten und aufgedrucktem Polizeistern vorne. Zum anderen gibt es die klassische, flach geschnittene und wasserabweisende Mütze mit Oberstoffbiese am Deckelrand. Sie ist in den Farben dunkelblau und weiß erhältlich.
Die dunkelblaue Krawatte gibt es als klassischen Umhänger oder als Clip-Version.

### Sonderbekleidung
Beamte mit speziellen Aufgaben oder mit einem erhöhten Sicherheitsrisiko tragen eine auf ihren Aufgabenbereich abgestimmte Sonderbekleidung.

#### Motorradbekleidung
Zunächst wurde ein blauer Kradlederkombi eingeführt. Der zweiteilige Lederanzug mit Weichprotektoren, längerem Rückenabschluss und einknöpfbarem Futter hat breite reflektierende Seitenstreifen und jeweils einen reflektierenden „Polizei“-Schriftzug auf Brust und Rücken. Handschuhe sind in den Farben Weiß und Schwarz erhältlich. Mittlerweile wurde dieser jedoch weitgehend durch einen Goretexanzug abgelöst, der sich durch ein dunkleres Blau auszeichnet.
Zusätzlich gibt es eine neongrüne/neongelbe Regenjacke mit reflektierenden Streifen und „Polizei“-Schriftzug auf Brust und Rücken. Als Kopfbedeckung gibt es eine dunkelblaue Baseballcap mit stabilem Schild und Steppstichen sowie mit Reflexstreifen und „Polizei“-Schriftzug vorne und hinten und ist vorne mit einem Polizeistern bedruckt. Es wird getragen, wenn der Helm abgelegt wird.
Als Schuhwerk gibt es neben den normalen Schuhen auch schwarze Schaftstiefel.

#### Reitbekleidung
Angehörige der Reiterstaffel tragen zur Uniform hellgraue Reithosen mit hohen schwarzen Schaftstiefeln. In allen anderen Bundesländern mit blauer Uniform, die über eine Reiterstaffel verfügen, sind die Reithosen blau.

#### Einsatzanzug
Der dunkelblaue, schwerentflammbare, wasserabweisende und chemikalienbeständige Einsatzanzug ist zweiteilig und hat jeweils einen reflektierenden „Polizei“-Schriftzug auf Brust und Rücken. Der Einsatzanzug ist auch ohne Schriftzug erhältlich.
Dazu gibt es ein mittelblaues T-Shirt aus Baumwolle, das ebenfalls mit und ohne reflektierendem „Polizei“-Schriftzug erhältlich ist, einen mittelblauen Unterziehrolli und ein mittelblaues Sweatshirt.
Als Kopfbedeckung dient eine dunkelblaue Baseballcap mit stabilem Schild und Steppstichen sowie mit Reflexstreifen und „Polizei“-Schriftzug vorne und hinten, die vorne mit einem Polizeistern bedruckt ist.

#### Uniform für Hubschrauberbesatzungen
Hubschrauberbesatzungen tragen einen zweiteiligen tiefblauen oder schwarzen Overall. Zusätzlich gibt es einen speziellen mittelblauen Thermorolli, welcher zum Unterziehen gedacht ist.

#### Kleidung für Zivilkräfte
Für zivile Kräfte, wie zum Beispiel Beamte der Kriminalpolizei, gibt es wie bisher auch Westen oder Jacken mit „Polizei“-Schriftzügen. Diese sind in der Farbe weiß, dunkelblau und schwarz erhältlich. Auch weiterhin gibt es weiße, dunkelblaue und schwarze Armbinden mit „Polizei“-Schriftzug zur Kenntlichmachung, in Bayern zum Teil noch maigrün.
Bei den neuen blauen Erkennungswesten kann das Hoheitsabzeichen auf der linken Brustseite angebracht sein.
Neu sind sogenannte Aufkleber, die direkt auf der zivilen Kleidung aufgeklebt werden können. Diese sind ebenfalls in den Farben weiß, dunkelblau und schwarz erhältlich und haben jeweils einen „Polizei“-Schriftzug.

#### Warnkleidung
Die Warnjacke mit retroreflektierenden Streifen und „Polizei“-Schriftzügen war bis vor Kurzem jeweils in den Farben Verkehrsblau und Neongrün/Neongelb erhältlich. Da die verkehrsblaue Warnjacke bei Regen und Nebel nicht sehr gut wahrzunehmen ist, wird diese nicht mehr ausgegeben. Deswegen werden die neongrünen/neongelben Jacken nach dem Modell Nordrhein-Westfalen weiter verwendet. Beamte mit der verkehrsblauen Warnjacke werden diese weiterhin tragen. Beide Warnjacken sind in einer Sommer- und Winterausführung erhältlich.
Die neongrüne/neongelbe Warnjacke gibt es auch mit einem orangefarbenen Untergrund für die „Polizei“-Schriftzüge.
Die Warnwesten mit retroreflektierenden Streifen und „Polizei“-Schriftzügen sind jedoch weiterhin in den Farben verkehrsblau und neongrün/neongelb erhältlich.

### Optional
Teilweise darf auch weiterhin der tiefblaue leichte Einsatzanzug getragen werden. Dieser wird speziell bei Schwerlastverkehrskontrollen und Nachtdiensten getragen.

## Uniformmodell Nordrhein-Westfalen

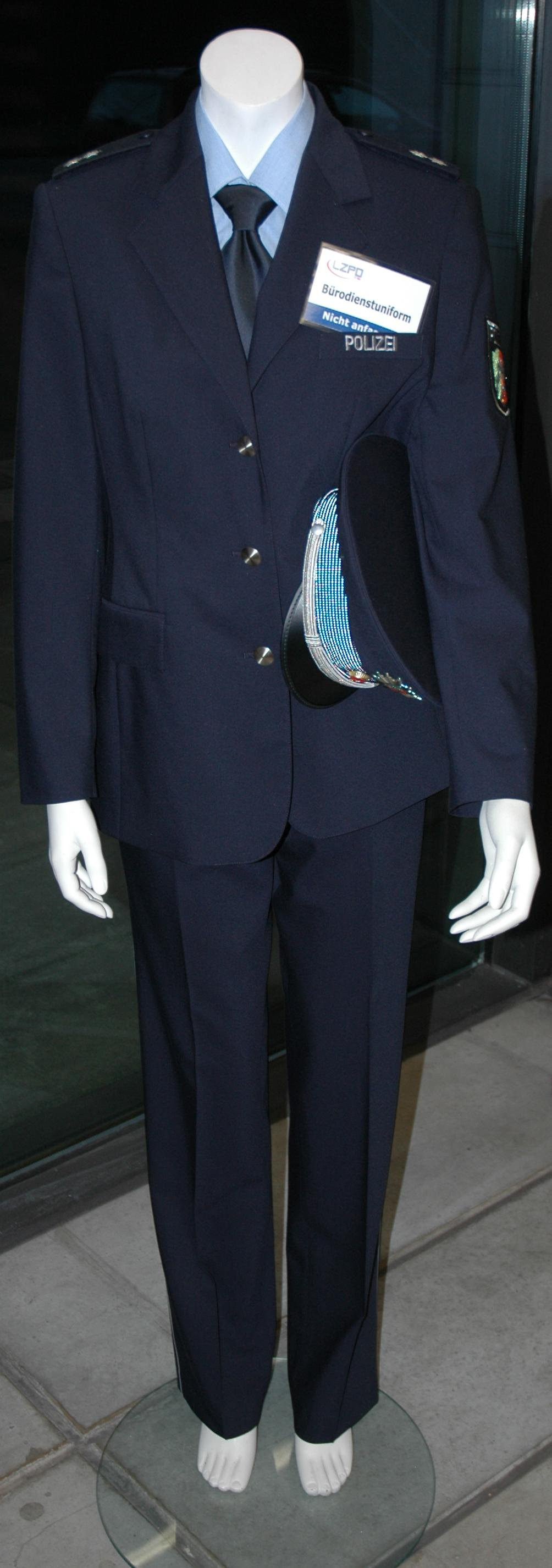
Vorstellung der neuen blauen Bürodienstuniform

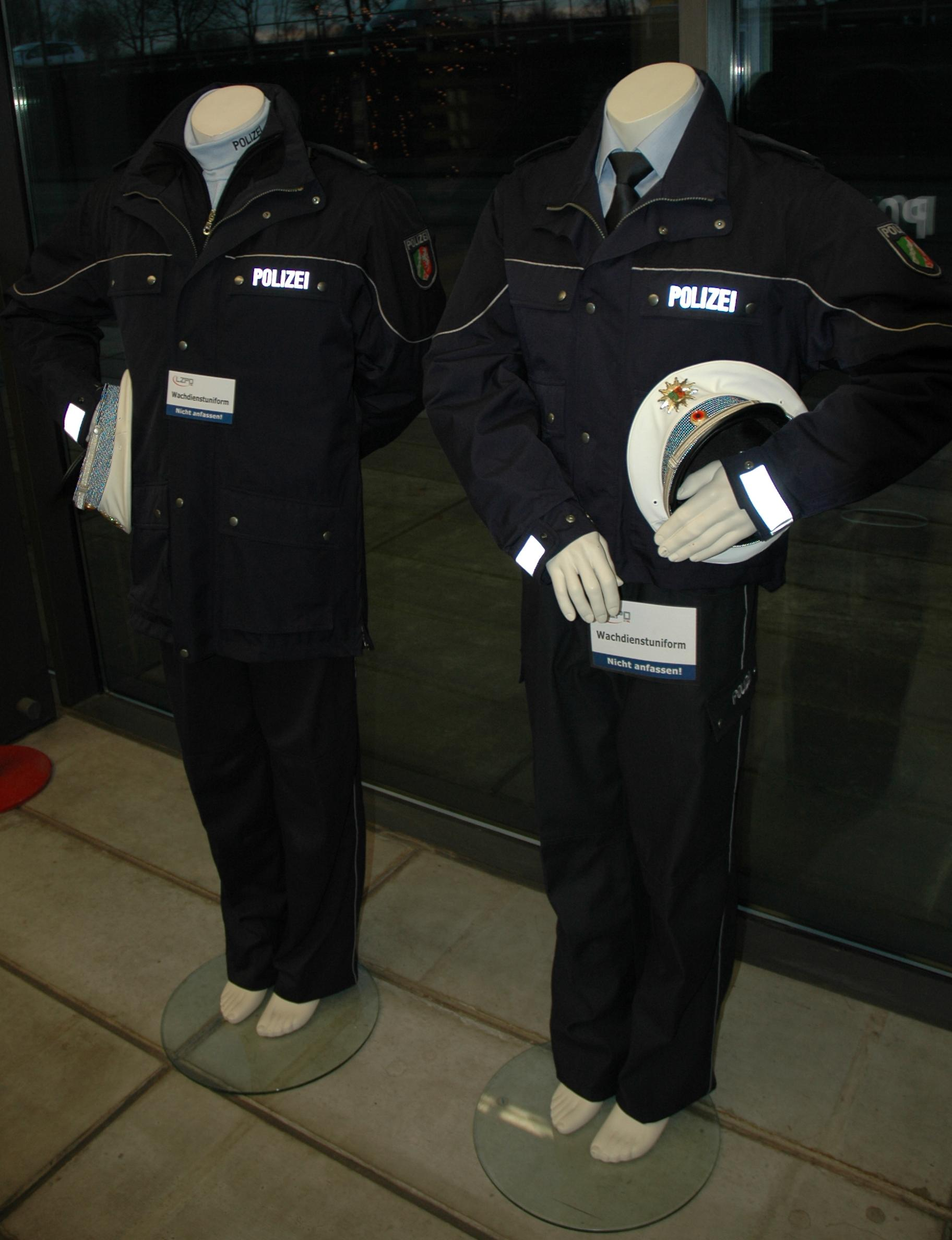
Vorstellung der neuen blauen Wachdienstuniform

Das Uniformmodell Nordrhein-Westfalen ist das neue blaue Uniformmodell, das die Polizei des Landes Nordrhein-Westfalen seit Ende 2009 trägt. Es besteht aus folgenden Uniformen
- Bürodienstuniform
- Wachdienstuniform
- Sonderbekleidung
  - Kradlederkombi
  - Einsatzanzug
  - Kleidung für Zivilkräfte
  - Warnkleidung

Der Sakko, das Hemd, der Pullover, der Anorak, die Kurzjacke, die Kradlederkombi, der Einsatzanzug und die Warnjacke haben jeweils auf dem linken Oberarm das Hoheitsabzeichen, welches das aus Garn gestickte Landeswappen auf blauem Untergrund mit ebenfalls weißer, gestickter Schrift aufweist.
Die Uniformen wurden in zwei Schnittvarianten für Männer und Frauen entworfen.

### Bürodienstuniform
Die Bürodienstuniform ist für den Innendienst und für repräsentative Zwecke im Außendienst gedacht und ist im Gegensatz zur Wachdienstuniform klassisch geschnitten.
- Das dunkelblaue Sakko besitzt zwei Einschubtaschen, eine Brusttasche und drei silberne Metallknöpfe. Die dazu passende dunkelblaue Tuchhose ist mit einer Bundfalte und silbergrauer Biese in den Seitennähten gefertigt.
- Das hellblaue Hemd hat eine Brusttasche mit Knopfverschluss und ist als Kurz- und Langarm erhältlich.
- Zusätzlich gibt es einen Pullover mit Troyerkragen und Reißverschluss. Der obere Bereich ist aus sehr dunklem blau, der untere aus etwas hellerem blau gewebt. Die beiden Bereiche sind durch eine silberne Ziernaht abgesetzt.
- Der Anorak ist, wie der Pullover, zweifarbig und mit einer Ziernaht gefertigt. Er besitzt eine im Kragen verstaubare Kapuze. Auf der linken Brustseite und auf dem Rücken ist ein „Polizei“-Schriftzug aufgedruckt. Als Kopfbedeckung dient eine dunkelblaue Schirmmütze.
- Die dunkelblaue Krawatte hat eine Polizeisternprägung und ist als klassischer Umhänger oder als Clip-Version erhältlich.

### Wachdienstuniform
Die Wachdienstuniform ist für den Außendienst gedacht und ist im Gegensatz zur Bürodienstuniform sportlich und funktionell geschnitten.
- Das hellblaue Hemd, der zweifarbige Pullover, der zweifarbige Anorak und die dunkelblaue Krawatte werden genauso wie oben (Bürodienstuniform) beschrieben auch hier getragen und sind daher identisch. Im Einzelnen unterscheiden sich nur die Hosen, die Überbekleidungen und die Farbe der Mütze.
- Die Kurzjacke ist aus wasserdichtem Laminat. Der untere Bereich ist mittelblau, der obere dunkelblau. Auf der linken Brustseite und auf dem Rücken ist jeweils ein „Polizei“-Schriftzug aufgedruckt.
- Die Cargohose ist dunkelblau mit silbergrauer Biese und Seitentaschen mit dem Aufdruck „Polizei“. Für sie ist ein Windstoppereinsatz erhältlich.
- Für kalte Tage gibt es einen mittelblauen Unterziehrolli aus Funktionsstrick.
- Als Kopfbedeckung dient eine weiße Schirmmütze mit schwarzem Mützenrand.
- Die Einsatzweste besitzt ausziehbare neon-gelbe Flächen, um die Sichtbarkeit zu erhöhen.[8]

### Sonderbekleidung
Beamte mit speziellen Aufgaben oder mit einem erhöhten Sicherheitsrisiko tragen eine auf ihren Aufgabenbereich abgestimmte Sonderbekleidung.

#### Kradlederkombi
Der blaue zweiteilige Lederanzug hat breite reflektierende Seitenstreifen und jeweils einen reflektierenden „Polizei“-Schriftzug auf Brust und Rücken.

#### Einsatzanzug
Der zweiteilige Einsatzanzug besteht aus einem schwerentflammbaren, wasserabweisenden und chemikalienbeständigen Material. Er ist mit und ohne „Polizei“-Schriftzug erhältlich. Der Einsatzanzug ist in „Paris-blue“ gehalten.
Zum Einsatzanzug gibt es ein T-Shirt, mit „Polizei“-Schriftzug auf Brust und Rücken, das in der Farbe Blau erhältlich ist.
Als Kopfbedeckung dient ein graues Barett mit Polizeisternprägung.

#### Kleidung für Zivilkräfte
Für zivile Kräfte, wie zum Beispiel Beamte der Kriminalpolizei, gibt es wie bisher auch Westen oder Jacken mit „Polizei“-Schriftzügen. Diese sind meistens in der Farbe Orange oder Schwarz. Auch weiterhin gibt es Armbinden mit „Polizei“-Schriftzug zur Kenntlichmachung.
Neu sind sogenannte Aufkleber, die nach dem hessischen Modell eingeführt werden. Diese können direkt auf der zivilen Kleidung aufgeklebt werden. Sie sind in den Farben weiß, dunkelblau und schwarz erhältlich und haben jeweils einen „Polizei“-Schriftzug.

#### Warnkleidung
Wie bisher gibt es neongrüne/neongelbe Warnwesten bzw. Warnjacken mit retroreflektierenden Streifen und „Polizei“-Schriftzügen.

## Sonderfall Sachsen-Anhalt
Die Polizei des Landes Sachsen-Anhalt übernimmt als einziges Land eine kombinierte Version des Uniformmodells Brandenburg und des Uniformmodells Hessen. Die Uniform wurde Anfang 2009 eingeführt.

### Uniform für den Innendienst und repräsentativen Außendienst
Die Uniform für den Innendienst und repräsentativen Außendienst des Uniformmodells Hessen wurde komplett übernommen.

### Uniform für den Außendienst
Die Uniform für den Außendienst wurde aus den beiden Uniformmodellen kombiniert eingeführt.
Aus dem Uniformmodell Hessen wurden übernommen
- Diensthemd
- Streifendiensthose
- Windbreaker
- Baseballcap
- Krawatte

Aus dem Uniformmodell Brandenburg wurden übernommen
- Stricktroyer
- Strickjacke
- Poloshirt

Zum Teil werden die Kleidungsstücke in einem dunkleren blau, wie beim Uniformmodell Hamburg, eingeführt.
Siehe dazu auch Uniformmodell Brandenburg und Uniformmodell Hessen.

## Uniformmodell Bundespolizei
In Deutschland wurde mit 1. Juli 2005 der Bundesgrenzschutz in Bundespolizei umbenannt. Die Bundespolizei begann Ende 2005 mit der Umstellung der moosgrünen BGS- auf die neue blaue Polizeiuniform. 
Sie besteht aus folgenden Uniformtypen
- Uniform für den Innendienst und repräsentativen Außendienst mit oder ohne die repräsentative Dienstanzugsjacke
- Verschiedene Sonderbekleidungen wie z. B. 
  - Einsatzanzug
  - Kradlederkombi
  - Einsatzbekleidung der Beweissicherungs- und Festnahmehundertschaft
  - Warnkleidung

Der Sakko, das Hemd, der Pullover, der Anorak, die Kurzjacke, die Kradlederkombi, der Einsatzanzug und die Warnjacke haben jeweils auf dem linken Oberarm das Hoheitsabzeichen der Bundespolizei, einen Bundesadler auf goldenem Grund.
Kopfbedeckung ist in der Regel die blaue oder weiße Schirmmütze mit Kokarde und Polizeiadler. Der Einsatzanzug kann auch mit einem Baseballcap kombiniert werden. Die geschlossenen Einheiten der Bundesbereitschaftspolizei tragen seit 2020 wieder ein Barett.

## Polizei beim Deutschen Bundestag
Beamte der Polizei beim Deutschen Bundestag versahen ihren Dienst bis 2018 in bürgerlicher Kleidung. Zudem verfügt die Polizei über schwarze Jacken und neonblaue Warnwesten mit „Polizei“-Aufschrift. Ab Oktober 2018 wurden die 200 Beamten der Bundestagspolizei mit einer Uniform ausgestattet, welche an die der Bundespolizei angelehnt ist.

## Wasserschutzpolizei
Die Uniformen der Wasserschutzpolizeien sind bundesweit entsprechend der Marinetradition schon immer in Dunkelblau mit weißen Hemden bzw. Blusen gehalten. Sakkos sind und waren immer Zweireiher, was ebenso Marinetradition ist. Daneben gibt es noch Overalls und weitere Sonderbekleidungen, die auch in Dunkelblau angeschafft wurden. Bis Mitte der 1990er Jahre bestanden bei der Wasserschutzpolizei darüber hinaus khakifarbene Sommerjacken, die vorrangig in Hamburg und Schleswig-Holstein während des normalen Streifendienstes getragen wurden.

## Auslandseinsätze
Bei Auslandseinsätzen der deutschen Polizei verfügen die Uniformen zusätzlich über die deutsche Flagge als Hoheitszeichen auf beiden Ärmeln. Des Weiteren wird anstelle des „Polizei“-Schriftzugs die internationale Schreibweise „Police“ verwendet.

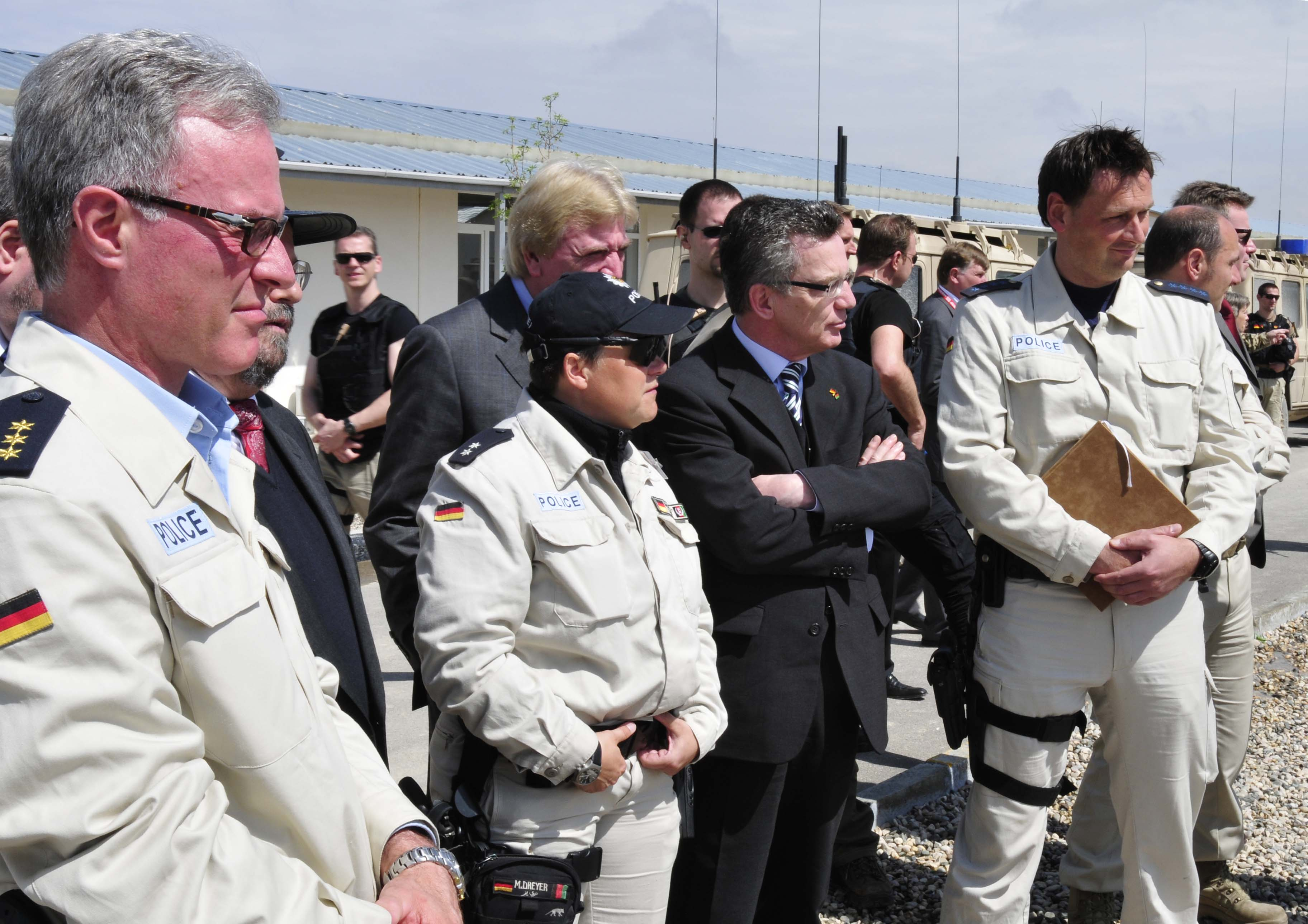
Polizisten in Afghanistan 2010
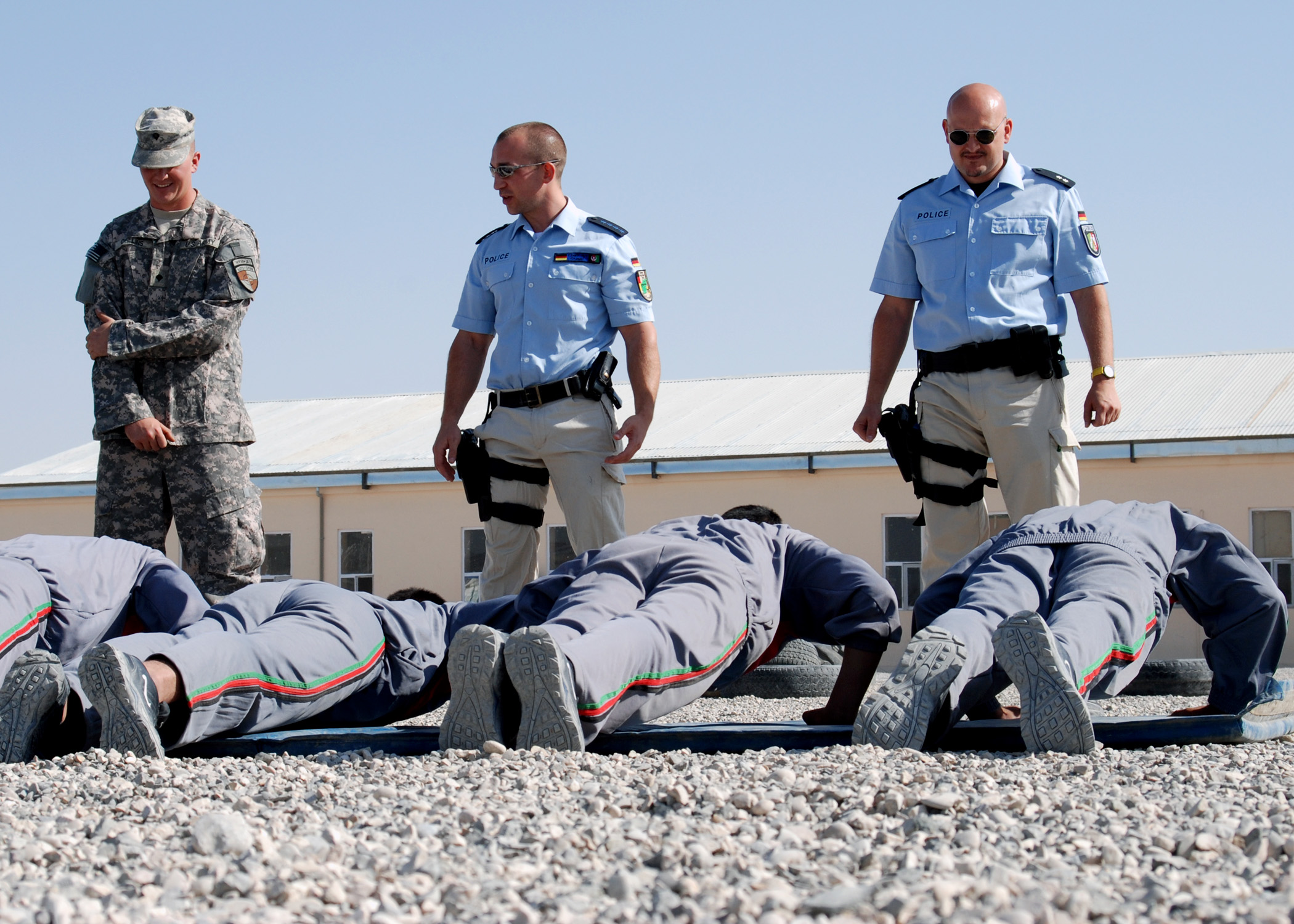
Polizisten in Afghanistan 2010

## Dienstgradabzeichen
An der Schulterklappe lässt sich die Dienst- bzw. Amtsbezeichnung erkennen. Die folgende Tabelle benennt die Amtsbezeichnungen, wobei grüne bzw. blaue Sterne für den mittleren, silberne für den gehobenen und goldene für den höheren Dienst stehen. Bei der Wasserschutzpolizei werden stattdessen Litzen (auch Streifen genannt) verwendet.
|                                        |                                        |                                              |                                              |                                       |                                       |
| mittlerer Dienst (hier Polizeimeister) | mittlerer Dienst (hier Polizeimeister) | gehobener Dienst (hier Polizeioberkommissar) | gehobener Dienst (hier Polizeioberkommissar) | höherer Dienst (hier Polizeidirektor) | höherer Dienst (hier Polizeidirektor) |

(Schutzpolizei außer Wasserschutzpolizei)

## Sonderkleidung

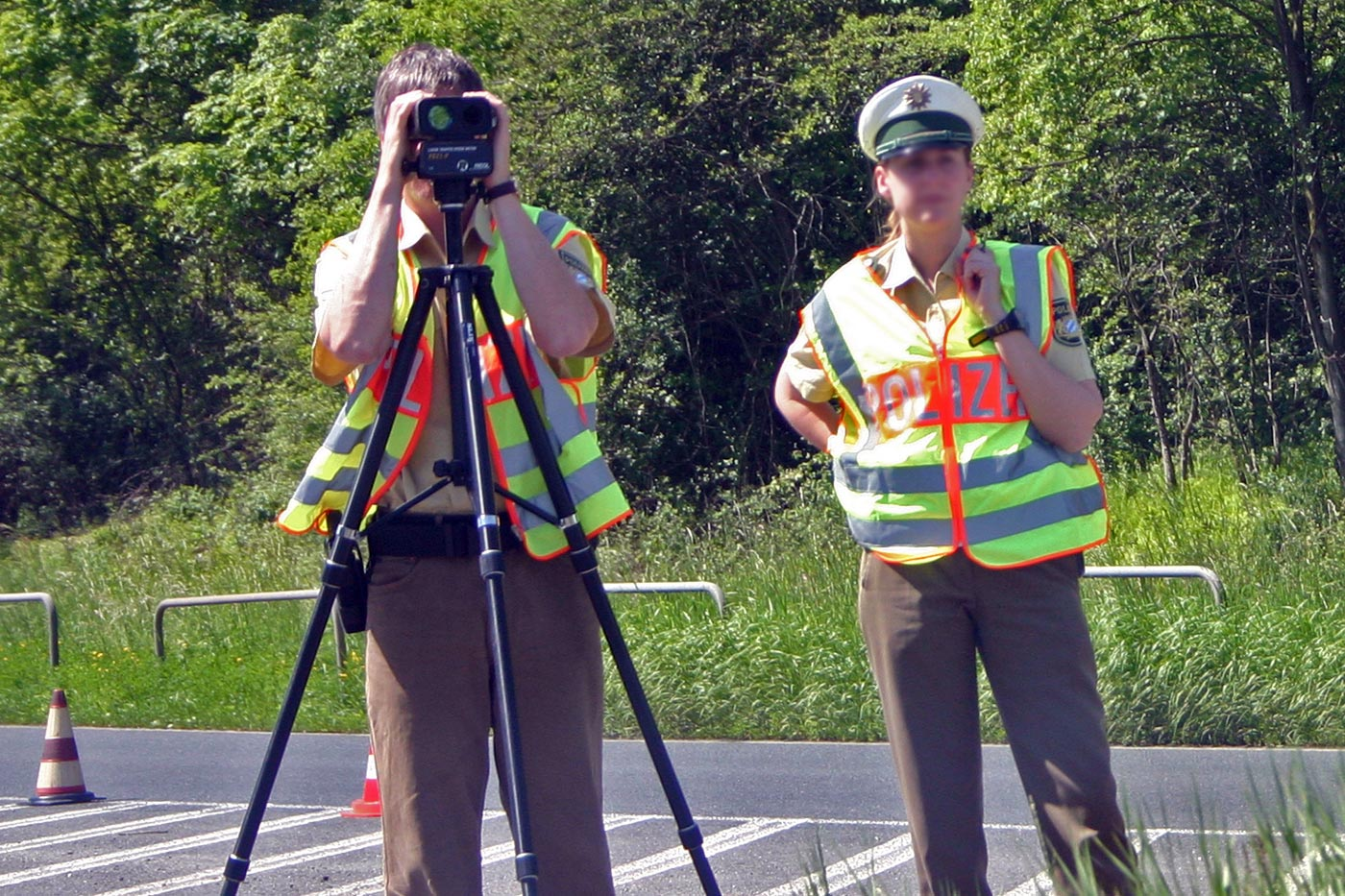
Polizeibeamte mit Verkehrswarnweste

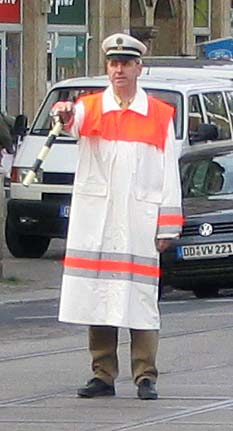
Polizeibeamter mit Verkehrswarnmantel (Modell fast nicht mehr in Gebrauch)

Wenn eine erhöhte Warnwirkung, eine Erkennbarkeit als Polizeibediensteter oder eine erhöhte Sichtbarkeit der Polizeibeamten nötig ist, tragen diese eine Warnweste oder andere Warnkleidung mit retroreflektierenden Streifen und Beschriftung (zum Beispiel „Polizei“, „Einsatzleiter“, „Pressebetreuer“). Die Westen gibt es in verschiedenen Farben, am weitesten verbreitet ist Neongrün bzw. Neongelb und Orange, manchmal in Verbindung mit Weiß oder Grün. In den Ländern Hessen, Rheinland-Pfalz und Thüringen gibt es seit der Einführung der neuen blauen Uniform neben der vorhandenen neongrünen bzw. neongelben auch neue verkehrsblaue Warnkleidung (siehe oben).
Die Sonderkleidung wird beispielsweise im Verkehrsbereich (Verkehrskontrollen, Verkehrslenkungen, bei Verkehrsposten, Verkehrsüberwachung), Razzien und bei Demonstrationen angelegt.
In Nordrhein-Westfalen gab es bis zur Einführung der blauen Uniform braune Lederlatzhosen für Diensthundeführer. Diese fanden aber kaum Verbreitung und wurden meist zu offiziellen Anlässen zum Anzugjackett getragen.